# Liste der Kulturdenkmale in Öhringen
In der Liste der Kulturdenkmale in Öhringen sind Bau- und Kunstdenkmale der Stadt Öhringen verzeichnet, die im „Verzeichnis der unbeweglichen Bau- und Kunstdenkmale und der zu prüfenden Objekte“ des Landesamts für Denkmalpflege Baden-Württemberg erfasst sind. Die folgende Liste basiert auf der von der Stadt Öhringen veröffentlichten Liste.

Wappen von Öhringen

## Baudenkmale nach Ortsteilen

### Öhringen (Kernstadt)
Zur Kernstadt Öhringen gehören neben der Altstadt Öhringen (⊙) der Weiler Möhrig (⊙), das Gehöft Sonnenburg (⊙) und die Wohnplätze Meisterhaus, Pfaffenmühle (⊙) und Weidenmühle (⊙):

#### Sachgesamtheit Altstadt
Die Altstadt bildet gemäß §§ 2,12,28 DSchG eine Sachgesamtheit. Hierzu gehören Bauwerke an folgenden Adressen. Altstadt 1, 2, 11, 17, 19, 36, 37, 38, 40, 44, 51, 53, 55, 57, An der Walk 3, 7, 8, 10, 11/1, Bismarckstraße 12, 17, 19, Gerbergasse 17, 26, 28, 30, 32, 34, 38, Hirschgasse 16/1, Kirchbrunnengasse 15, 29, Ledergasse 27, 35, 39, 41, 43, Poststraße 7, 11, 15, 17, 17/1, 19, 29, 88, 97, Probsthof 9, 11, 13, 15, 19, Rathausstraße 43, 52, 54, Schafgasse 15, 21, 27, Schlachthausgasse 14, 18, 24, 28, Schulgasse 3, 5, 7, 9, 9/1, Untere Torstraße 18, 22, 23, Flstnr. 17/4, 21/9 (Löwenbrunnen), 21/11, 22/2, 23/3 (Karlstor), 36, 56, 56/1, 56/2, 88/1, 88/3, 88/5, 88/7, 88/9, 95/2, 105, 112, 113/1, 113/2, 113/3, 122/2, 122/3, 122/4, 122/5, 122/6, 122/7, 123/5, 131/1, 289/2, 289/3, 293, 549/6, 549/16 (Stadtmauer), Flstnr. 4, 6/4, 12, 14, 14/3, 16/8, 17/4, 19/3, 31, 37, 37/1, 47, 47/1, 88/6, 88/7, 90/3, 92/1, 96, 99, 99/1, 99/2, 101, 102/1, 105, 131/1, 282, 288, 289/1, 290, 292, 294, 294/1, 295/1, 296/1, 296/2, 296/4, 297/1, 297/2, 298, 338, 477/1, 547/4, 549/1, 549/2, 549/4, 549/5,549/7, 549/8, 549/15 (Zwinger und Vorbereiche; Flstnr. 123/1, 123/2 Teil der Sachgesamtheit Spitalhof/siehe unter Altstadt 34; Flstnr. 293 Teil der Sachgesamtheit Gartenhaus mit Garten/siehe unter Ledergasse bei Nr. 43; weitere Teile Vorbereiche zum Hofgarten gehörig = Teil der Sachgesamtheit Schloss/siehe unter Marktplatz 14).
Des Weiteren gehört die Stadtbefestigung mit sämtlichen sichtbaren bzw. in Teilen erhaltenen, integrierten und im Boden befindlichen Mauern, Toren und Türmen sowie Zwinger und Vorbereiche zur Sachgesamtheit Altstadt.

#### Sachgesamtheit Stadtbefestigung
YerUm die beiden Siedlungskerne der Kernstadt um den Markt und der sogenannten Altstadt gab es jeweils einen Mauerring. Um die Altstadt herum sind an der Süd- und Westseite noch einige Mauertürme erhalten. Die Mauerabschnitte sind größtenteils in Häusern verbaut. Von der Kernstadtbefestigung ist der Bürgerturm der einzige erhaltene Mauerturm.
Stadtmauerteile befinden sich an folgenden Adressen Altstadt 2, 11, 17, 19, 36, 37, 38, 40, 44, 51, 53, 55, 57, An der Walk 3, 7, 8, 10, 11/1, Bismarckstraße 17, 19, Gerbergasse 15, 17 (Storchsnestturm), 26, 28, 30, 32, 34, 38 (Malefizturm), Hirschgasse 16/1, Kirchbrunnengasse 15, 29, Ledergasse 27, 35, 39, 41, 43, Poststraße 7, 11, 15, 17, 17/1, 19, 29, 88, 97, Probsthof 9, 11, 13, 15, 19, Rathausstraße 43, 52, 54, Schafgasse 15, 21, 27, Schlachthausgasse 14, 18, 24, 28, Schulgasse 3, 5, 7, 9, 9/1, Untere Torstraße 18, 22, 23 und auf folgenden Flurstücken 36, 56, 56/1, 56/2, 88/1, 88/3, 88/5, 88/7, 88/9, 95/2, 105, 112, 113/1, 113/2, 113/3, 122/2, 122/3, 122/4, 122/5, 122/6, 122/7, 123/5, 131/1, 289/2, 289/3, 293, 549/6, 549/16.
Im Westen der Altstadtbefestigung sind folgende Mauerabschnitte im Uhrzeigersinn erhalten.

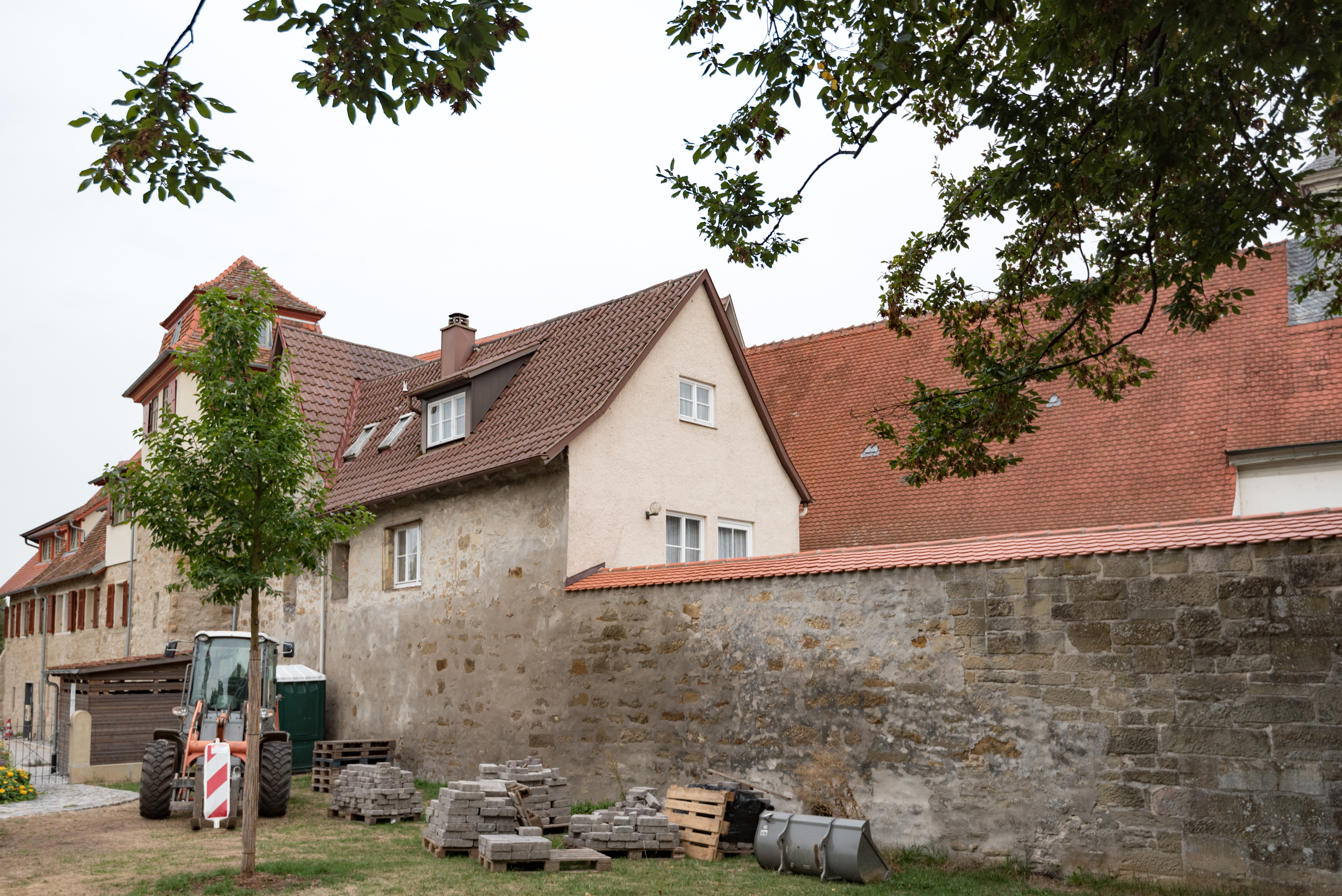
Stadtmauer bei Altstadt 44 (Lage)
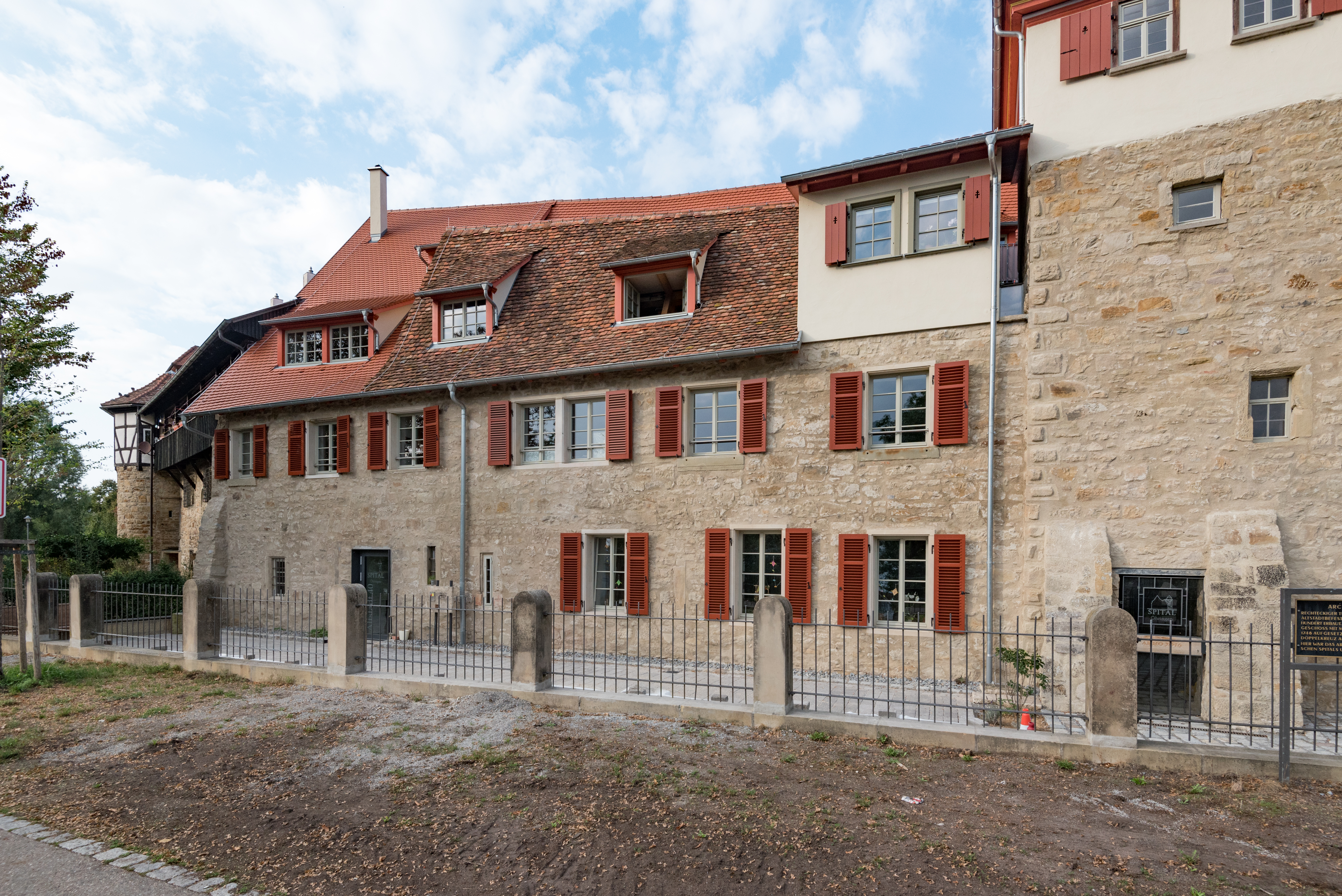
Im Spital verbaute Stadtmauer Altstadt 40 (Lage)
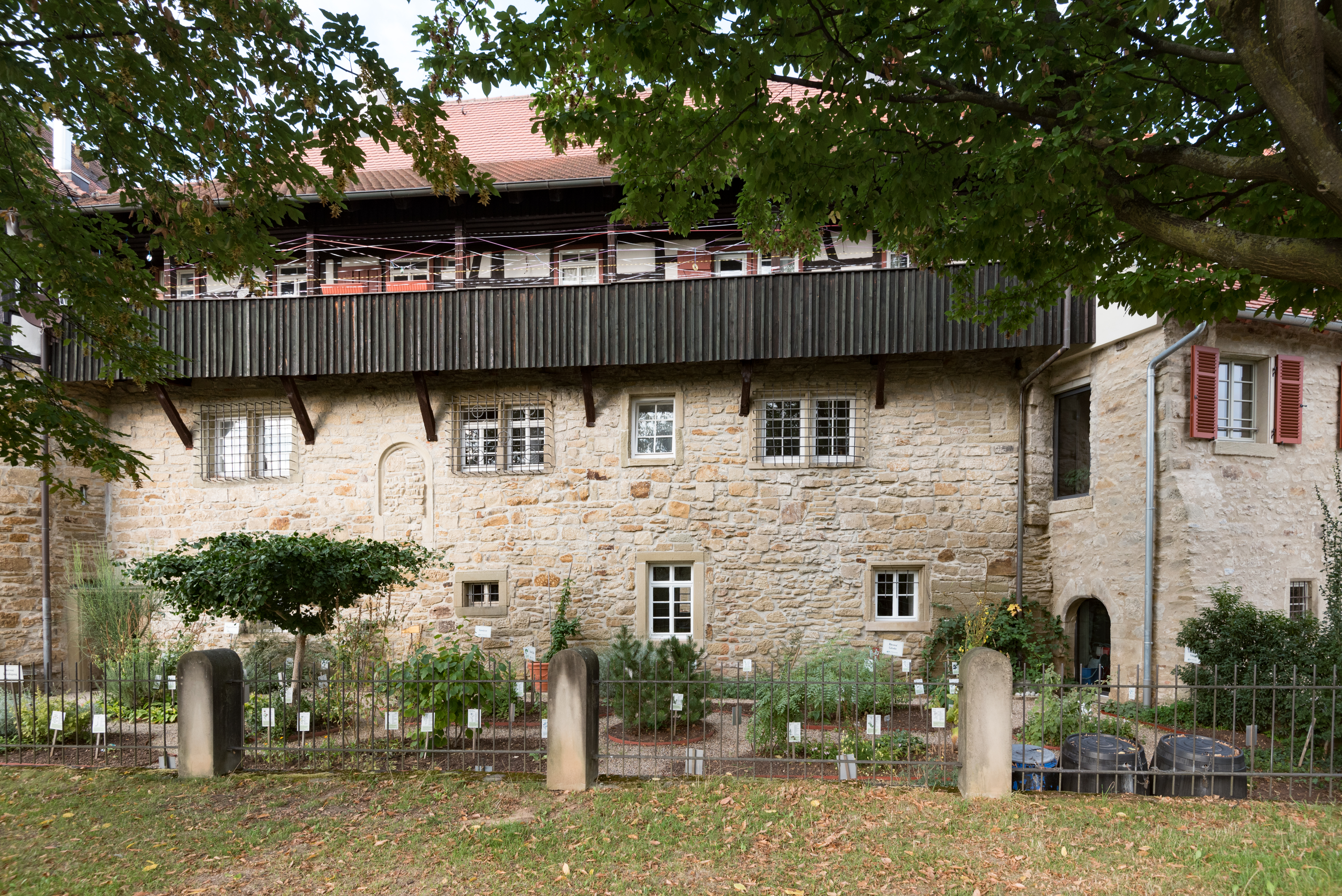
Im Spital verbaute Stadtmauer Altstadt 38 (Lage)
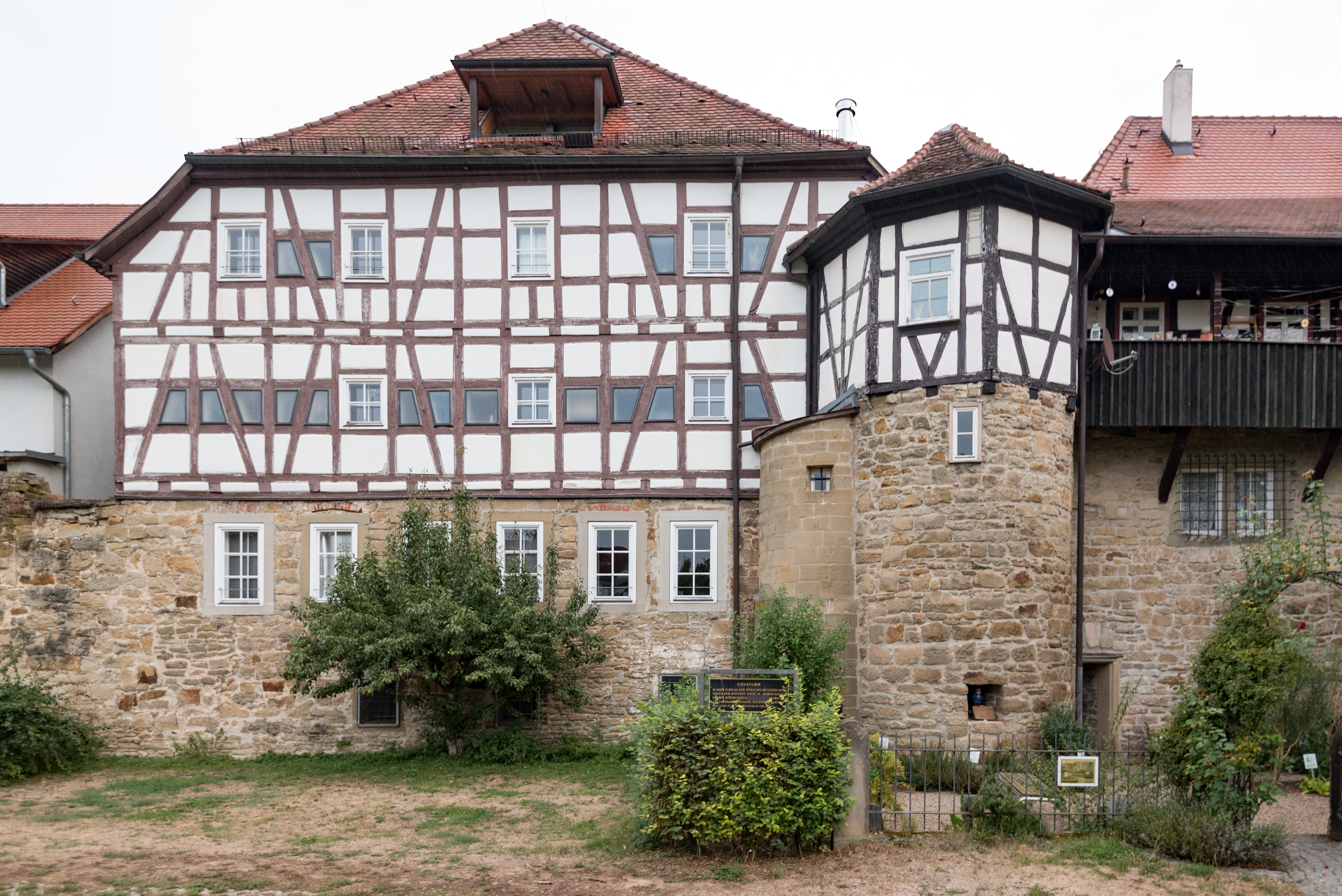
Im Spital verbaute Stadtmauer Altstadt 36 (Lage)
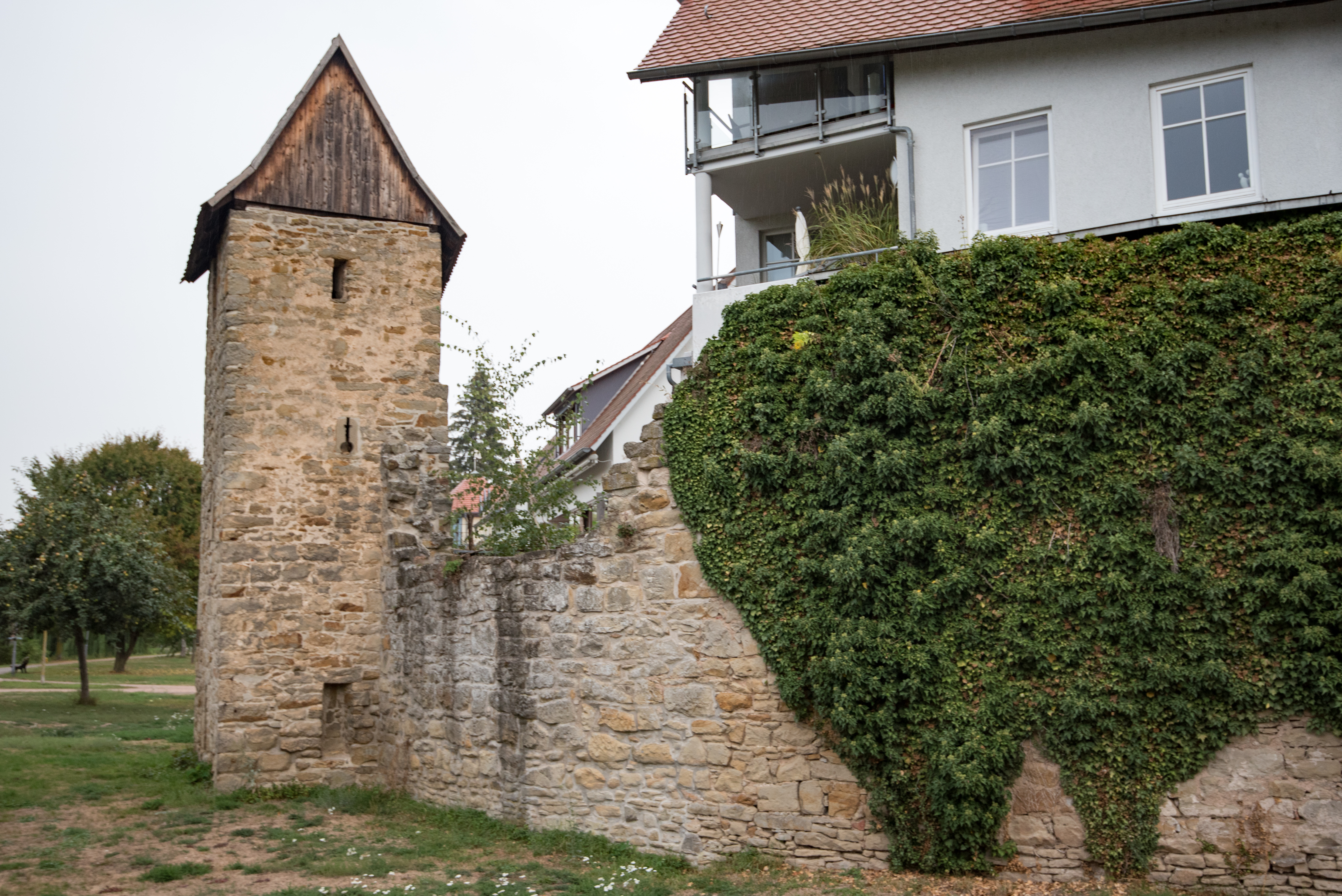
Östlich des Storchsnestturms Gerbergasse 15 (Lage)
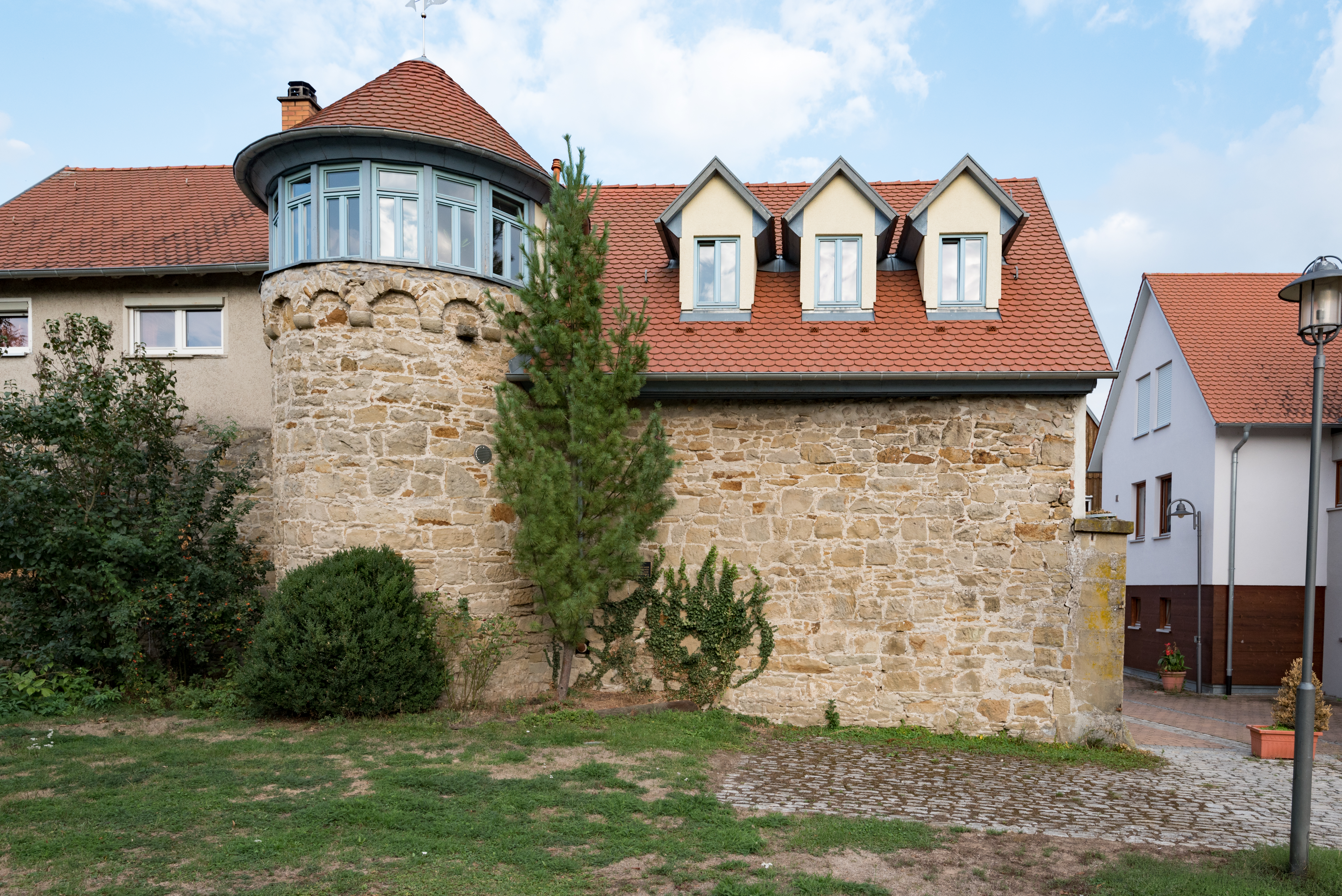
In Wohnhaus verbaute Stadtmauer am Malefizturm Gerbergasse 38 (Lage)
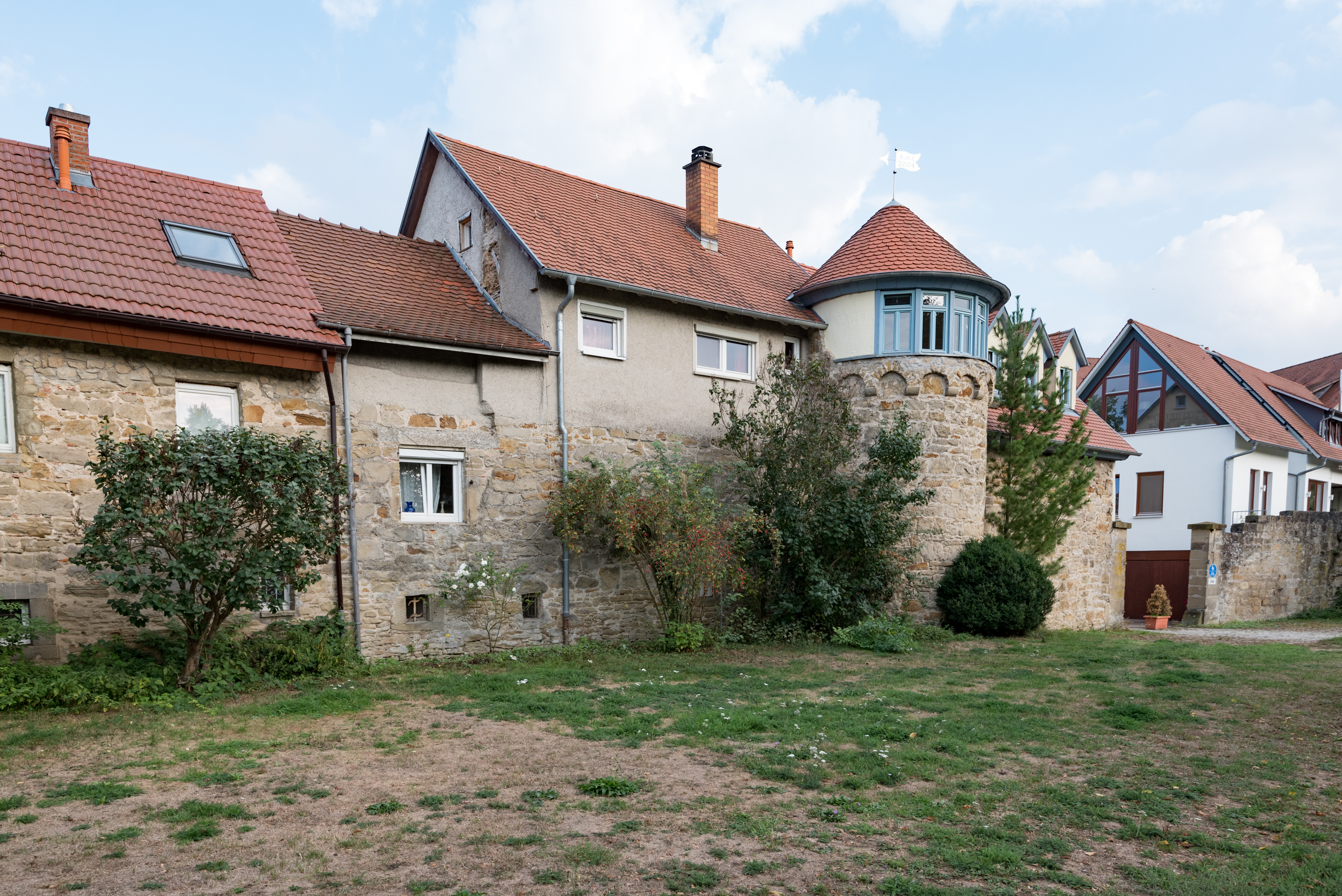
In Wohnhaus verbaute Stadtmauer 34 (Lage)
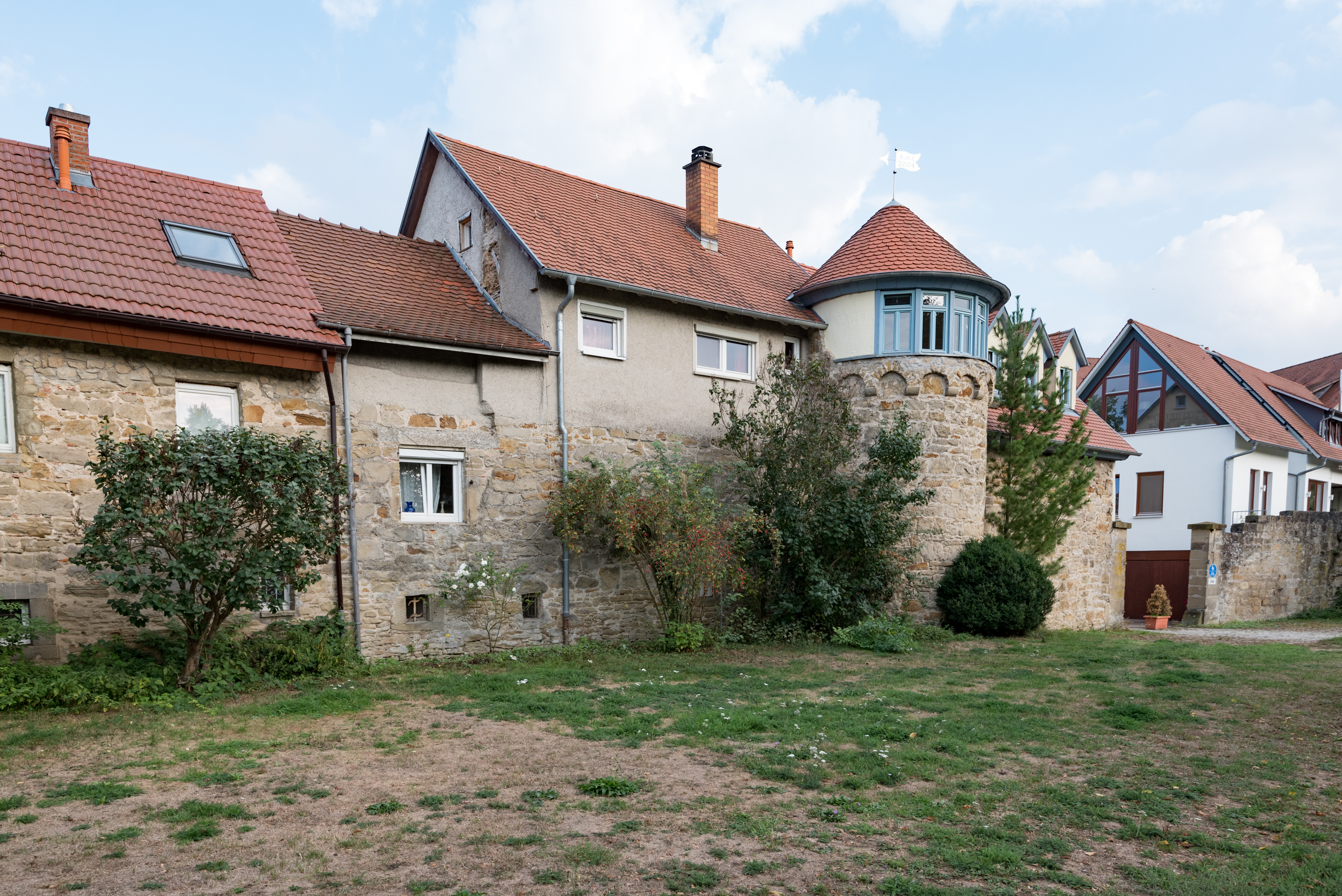
In Wohnhaus verbaute Stadtmauer 32 (Lage)
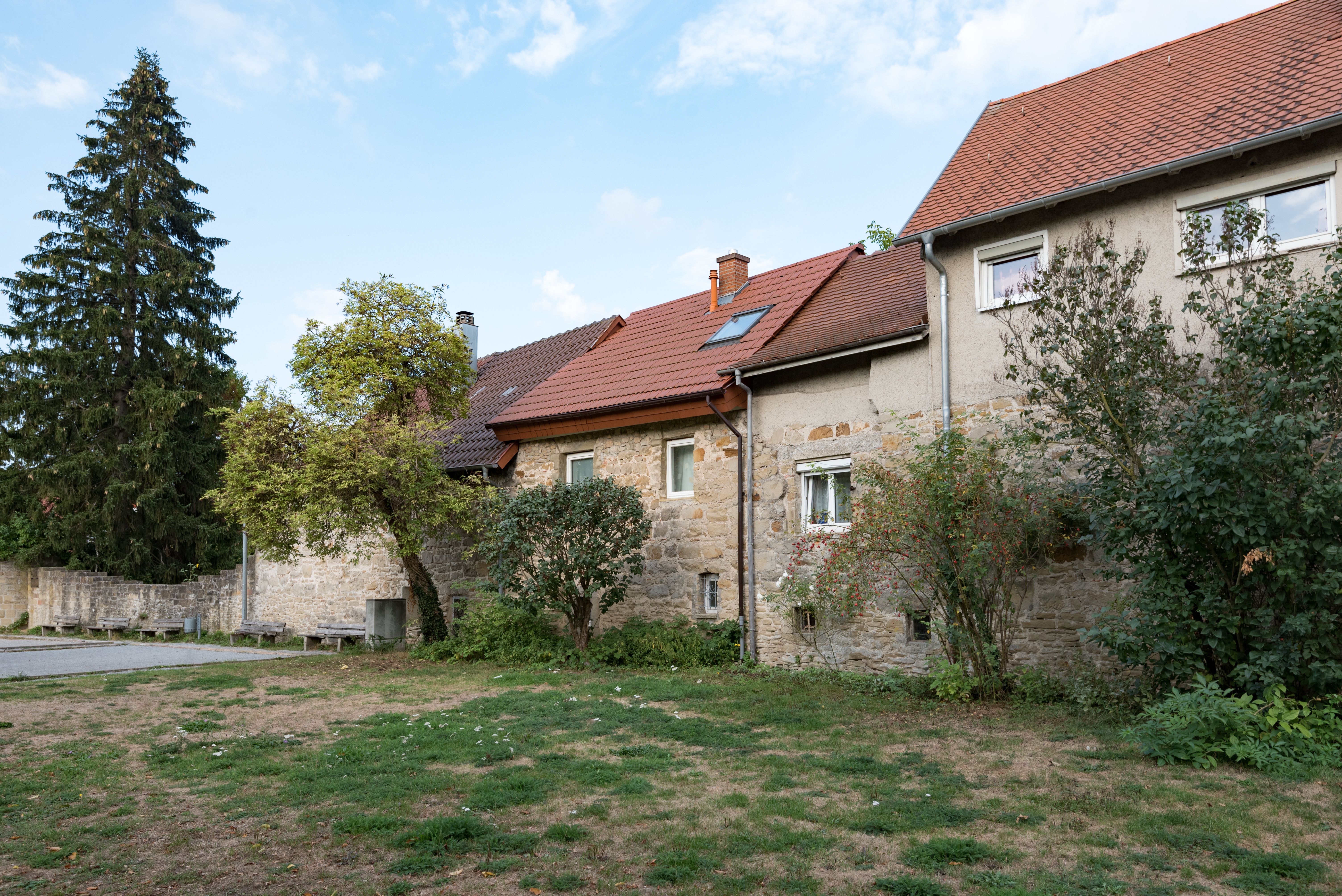
In Wohnhaus verbaute Stadtmauer 30 (Lage)
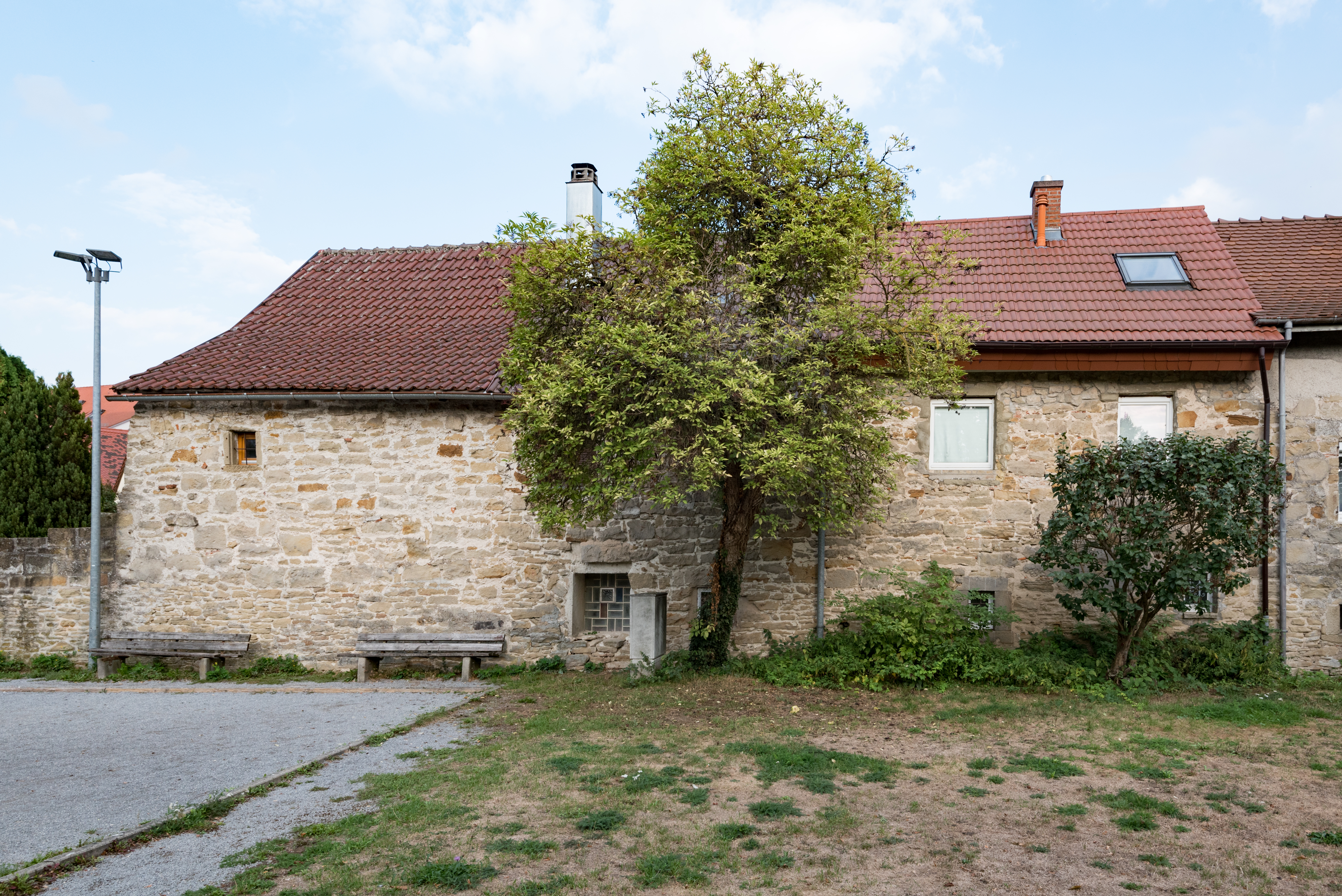
In Wohnhaus verbaute Stadtmauer 28 (Lage)
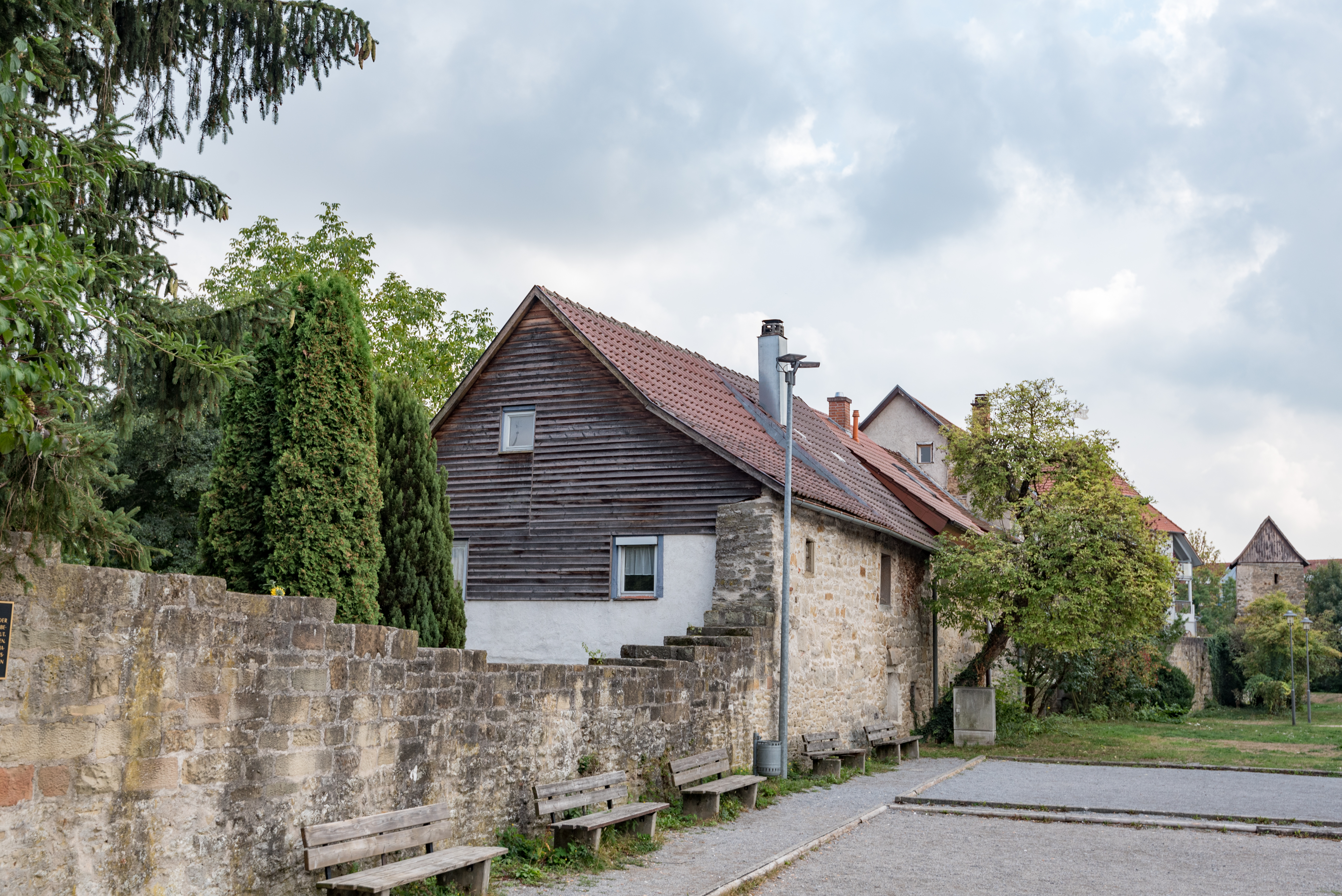
In Wohnhaus verbaute Stadtmauer 26 (Lage)

Der ehemalige Zwinger und Vorbereiche der Stadtmauer befinden sich auf folgenden Flurstücken 4, 6/4, 12, 14, 14/3, 16/8, 17/4, 19/3, 31, 37, 37/1, 47, 47/1, 88/6, 88/7, 90/3, 92/1, 96, 99, 99/1, 99/2, 101, 102/1, 105, 131/1, 282, 288, 289/1, 290, 292, 294, 294/1, 295/1, 296/1, 296/2, 296/4, 297/1, 297/2, 298, 338, 477/1, 547/4, 549/1, 549/2, 549/4, 549/5,549/7, 549/8, 549/15.

##### Befestigung der Altstadt
| Bild           | Bezeichnung                   | Lage                   | Datierung | Beschreibung                                                                                            | ID |
| -------------- | ----------------------------- | ---------------------- | --------- | --- | -- |
| Weitere Bilder | Gänsturm                      | Flstnr. 123/1 (Karte)  |           | 14. Jh. und jünger Geschützt nach § 12 DSchG                                                            |    |
| Weitere Bilder | Archivturm                    | Flstnr. 123/2 (Karte)  |           | 14. Jh., 1748 mit Mansarddach erhöht Geschützt nach § 12 DSchG                                          |    |
| Weitere Bilder | Storchsnestturm               | Gerbergasse 17 (Karte) |           | Rechteckiger südwestlicher Turm der Altstadtbefestigung, Ende 14. Jahrhundert Geschützt nach § 2 DSchG  |    |
| Weitere Bilder | Malefizturm                   | Gerbergasse 38 (Karte) |           | 14. Jh. und jünger Geschützt nach § 2 DSchG                                                             |    |
| Weitere Bilder | Göckelsturm, auch Kesslerturm | Flstnr. 293 (Karte)    |           | Runder nordwestlicher Turmstumpf der Altstadtbefestigung, Ende 14. Jahrhundert Geschützt nach § 2 DSchG |    |

##### Befestigung des Stadtkerns
| Bild           | Bezeichnung                   | Lage                                                         | Datierung | Beschreibung | ID |
| -------------- | ----------------------------- | ------------------------------------------------------------ | --------- | --- | -- |
| Weitere Bilder | Karlstor                      | Poststraße bei Nr. 88, 97, Flstnr. 21/11, 22/2, 23/3 (Karte) |           | auch Oberes Tor Geschützt nach § 28 DSchG |    |
| Weitere Bilder | Stadtmauer mit Pechnasenerker | Bismarckstraße 17, entlang des Haagwegs (Karte)              |           | Geschützt nach § 28 DSchG |    |
|                | Stadtmauerreste mit Torbogen  | Flstnr. 88/1                                                 |           | Geschützt nach § 28 DSchG |    |
| Weitere Bilder | Bürgerturm                    | Poststraße 17/1 (Karte)                                      |           | Massiver Rundturm in der Nordwestecke der Kernstadtbefestigung mit quadratischem Fachwerkaufsatz, verputzt, Anfang 19. Jh. und älter Geschützt nach § 12 DSchG |    |

#### Sachgesamtheit Ehemaliger Spitalhof mit Kirche und Garten
| Bild           | Bezeichnung          | Lage                          | Datierung | Beschreibung | ID |
| -------------- | -------------------- | ----------------------------- | --------- | --- | -- |
| Weitere Bilder | Amtshaus             | Altstadt 38 (Karte)           |           | dreigeschossiger Massiv- und Fachwerkbau mit abgewalmtem Satteldach, die beiden Untergeschosse massiv, frühes 17. Jh./1842, im Kern 14./15. Jh. mit Brunnen Geschützt nach § 28 DSchG |    |
| Weitere Bilder | Pfründnerhaus        | Altstadt 40 (Karte)           |           | zweigeschossiger Massiv- und Fachwerkbau mit Anbau, um 1600, im Kern 14./15. Jh., 1848 umgebaut Geschützt nach § 28 DSchG                                                             |    |
| Weitere Bilder | Spitalkirche         | Altstadt 42 (Karte)           |           | gotischer Chor 1376, barocker Glockenturm 1751, Langhaus 1940 mit älterem Kern Geschützt nach § 28 DSchG                                                                              |    |
| Weitere Bilder | Spitalscheuer        | Altstadt 34, 34/1, 36 (Karte) |           | bis zu dreigeschossiger Massiv- und Fachwerkbau, teilweise mit Walmdach, 1772, 1963 teilweise abgebrannt, 1994–96 umgebaut Geschützt nach § 2 DSchG                                   |    |
| Weitere Bilder | Ehemals Spitalgarten | Flstnr. 123/1, 123/2          |           | Ehemals Vorbereiche der Stadtbefestigung Geschützt nach § 2 DSchG |    |
|                | Spitalhof            | Flstnr. 123                   |           | mit Torpfeiler Geschützt nach § 2 DSchG |    |

Der Gänsturm und der Archivturm der Sachgesamtheit Stadtbefestigung gehören auch zur Sachgesamtheit Ehemaliger Spitalhof.

#### Sachgesamtheit Zunfthaus der Färber und Gerber
| Bild           | Bezeichnung                                  | Lage                | Datierung | Beschreibung | ID |
| -------------- | -------------------------------------------- | ------------------- | --------- | --- | -- |
|                | Zunfthaus der Färber und Gerber (Hinterhaus) | Altstadt 37 (Karte) |           | zweigeschossiger Massiv- und Fachwerkbau mit Walmdach, Supraporte mit Allianzwappen bezeichnet 1723 Geschützt nach § 12 DSchG     | BW |
| Weitere Bilder | zugehörend Wohnhaus                          | Altstadt 37 (Karte) |           | dreigeschossiges Massiv- und Fachwerkgebäude, teilweise verschiefert bzw. verputzt, wohl 1591 und jünger Geschützt nach § 2 DSchG |    |
| Weitere Bilder | Fachwerkscheuer mit Anbau                    | Altstadt 37 (Karte) |           | teilweise massiv, frühes und Mitte 19. Jh. Geschützt nach § 2 DSchG                                                               |    |
|                | Garten                                       | Altstadt 37         |           | Geschützt nach § 12 DSchG |    |
|                | Hofraum                                      | Altstadt 37         |           | Geschützt nach § 12 DSchG |    |
|                | Grabkreuz                                    | Altstadt 37         |           | 19. Jh. Geschützt nach § 12 DSchG                                                                                                 |    |

#### Sachgesamtheit Karlsvorstadt
Zur Sachgesamtheit Karlsvorstadt gehören Gebäude, Nebengebäude, Park- und Freiflächen, Einfriedungen, Neptunbrunnen und Allee entlang der Straße Karlsvorstadt. Das Karlstor ist darüber hinaus Bestandteil der Teil der Sachgesamtheit Stadtbefestigung.

| Bild           | Bezeichnung                                                           | Lage                                                                                            | Datierung | Beschreibung | ID |
| -------------- | --------------------------------------------------------------------- | ----------------------------------------------------------------------------------------------- | --------- | --- | -- |
|                | Wohnhaus                                                              | Karlsvorstadt 3 (Karte)                                                                         |           | Doppelhaus mit Nr. 5, dreigeschossiger Putzbau mit Ladeneinbau und Krüppelwalmdach, 1782 Geschützt nach § 2 DSchG | BW |
| Weitere Bilder | Gasthof „Zum Grünen Baum“, jetzt „Post“                               | Karlsvorstadt 4 (Karte)                                                                         |           | dreigeschossiger Putzbau mit Krüppelwalmdach, Portal bezeichnet 1782, Einfriedung Geschützt nach § 2 DSchG |    |
| Weitere Bilder | Wohnhaus                                                              | Karlsvorstadt 5 (Karte)                                                                         |           | Doppelhaus mit Nr. 3, dreigeschossiger Putzbau mit Ladeneinbau und Krüppelwalmdach, Treppenportal in Supraporte bezeichnet 1783 Geschützt nach § 28 DSchG                                                                                                 |    |
| Weitere Bilder | Wohnhaus, so genannter Prinzenbau                                     | Karlsvorstadt 8 (Karte)                                                                         |           | zweigeschossiger Massivbau mit Mansarddach und Ladeneinbau, um 1784, mit Anbauten, Garten, Hof und Einfriedung Geschützt nach § 28 DSchG |    |
| Weitere Bilder | Wachthaus, später Amtsgericht, jetzt Finanzamt                        | Karlsvorstadt 9 (Karte)                                                                         |           | zweigeschossiger Putzbau mit Mansarddach, um 1785, Einfriedung Geschützt nach § 2 DSchG |    |
| Weitere Bilder | Doppelwohnhaus, jetzt Gasthof „Zum Goldenen Löwen“                    | Karlsvorstadt 14 (Karte)                                                                        |           | zweigeschossiger Putzbau mit Mansarddach, Zwerchhaus und Treppenportal, um 1784, mit Saalanbau, Nebengebäude, Hof und Einfriedung Geschützt nach § 2 DSchG                                                                                                |    |
| Weitere Bilder | Gasthof „Zum Schwanen“, jetzt Bürohaus                                | Karlsvorstadt 15 (Karte)                                                                        |           | zweigeschossiger Putzbau mit Mansarddach, 1780, ehemaliger Garten, Einfriedung Geschützt nach § 2 DSchG |    |
| Weitere Bilder | Fürstliches Palais, jetzt Amtsgericht                                 | Karlsvorstadt 18 (Karte)                                                                        |           | dreigeschossiger Putzbau mit Balkon und Walmdach, 1784 und jünger, mit Anbau, Park und Einfriedung Geschützt nach § 28 DSchG |    |
| Weitere Bilder | Nebengebäude                                                          | Karlsvorstadt 20 (Karte)                                                                        |           | Nr. 18 zugehörig Geschützt nach § 28 DSchG |    |
| Weitere Bilder | Jägerhaus, später fürstliche Domänenkanzlei                           | Karlsvorstadt 19 (Karte)                                                                        |           | zweigeschossiger Putzbau mit Mansarddach, Dachhaus und Treppenportal, 1784 Geschützt nach § 28 DSchG |    |
| Weitere Bilder | Neptunbrunnen                                                         | Karlsvorstadt 19 (bei)                                                                          |           | spätes 18. Jh. Geschützt nach § 28 DSchG |    |
| Weitere Bilder | Doppelwohnhaus, früher Bauernhaus                                     | Karlsvorstadt 24 (Karte)                                                                        |           | zweigeschossiger Putzbau mit Krüppelwalmdach, 1787 Geschützt nach § 2 DSchG |    |
| Weitere Bilder | Wohnhaus mit Werkstatt                                                | Karlsvorstadt 28 (Karte)                                                                        |           | ursprünglich zweigeschossiger Putzbau mit Halbwalmdach und Nebengebäude, 1794/95, später mit Nr. 29 verbunden und aufgestockt, Ladeneinbau, weitere Nebengebäude, zweigeschossiger Gartenpavillon von 1835, Park und Einfriedung Geschützt nach § 2 DSchG |    |
| Weitere Bilder | Gasthof „Zum Schwarzen Bären“, später Finanzamt, heute Polizeigebäude | Karlsvorstadt 29 (Karte)                                                                        |           | zweigeschossiger Massivbau mit Mansardgiebeldach, Dachhaus und Balkonportal bezeichnet 1800, Einfriedung Geschützt nach § 28 DSchG |    |
| Weitere Bilder | Wohnhaus                                                              | Karlsvorstadt 34 (Karte)                                                                        |           | zweigeschossiger Massivbau mit Mansarddach, Treppenportal, 1800, mit Nebengebäude, Park und Einfriedung Geschützt nach § 28 DSchG |    |
| Weitere Bilder | Wohnhaus                                                              | Karlsvorstadt 35 (Karte)                                                                        |           | Doppelhaus mit Nr. 37, zweigeschossiger Massivbau mit Mansardgiebeldach, um 1800, mit Nebengebäude und Einfriedung Geschützt nach § 2 DSchG |    |
| Weitere Bilder | Wohnhaus                                                              | Karlsvorstadt 37 (Karte)                                                                        |           | Doppelhaus mit Nr. 35, zweigeschossiger Massivbau mit Mansardgiebeldach, um 1800, mit Nebengebäude und Einfriedung Geschützt nach § 2 DSchG |    |
| Weitere Bilder | Weygang-Museum, früher Wohnhaus                                       | Karlsvorstadt 38 (Karte)                                                                        |           | zweigeschossiger Putzbau mit Halbwalmdach, 1806, mit Nebengebäude (Ehemals Zinngießerei), Anbau, Garten, Einfriedung und Spolien; mit Ausstattung und ca. 2000 Zinngussformen Geschützt nach §§ 2(12) DSchG                                               |    |
| Weitere Bilder | Wohnhaus                                                              | Karlsvorstadt 41 (Karte)                                                                        |           | Doppelhaus mit Nr. 43, zweigeschossiger Putzbau mit Ehemals Halbwalmdach und Dachaufbauten, um 1800, mit Einfriedung Geschützt nach § 2 DSchG |    |
| Weitere Bilder | Zeichenschule, später Rentamt bzw. Verwaltungsgebäude                 | Karlsvorstadt 42 (Karte)                                                                        |           | zweigeschossiger Massivbau mit Mansarddach, Treppenportal und Dachhaus, 1796, mit zweigeschossigem Anba Geschützt nach § 28 DSchG |    |
| Weitere Bilder | Wohnhaus                                                              | Karlsvorstadt 43 (Karte)                                                                        |           | Doppelhaus mit Nr. 41, zweigeschossiger Putzbau mit Ehemals Halbwalmdach und Dachaufbauten, um 1800, mit Einfriedung Geschützt nach § 2 DSchG |    |
| Weitere Bilder | Fruchtkasten, später Spulenkörperfabrik                               | Karlsvorstadt 44 (Karte)                                                                        |           | dreigeschossiger Massivbau mit Walmdach, 1798, Hof und Einfriedung Geschützt nach § 28 DSchG |    |
|                | Fruchtkasten, zugehöriges Magazingebäude, jetzt Wohnhaus              | Karlsvorstadt 50 (Karte)                                                                        |           | eingeschossig, 1796 Geschützt nach § 28 DSchG | BW |
| Weitere Bilder | Fruchtkasten, zugehöriges Magazingebäude, jetzt Wohnhaus              | Karlsvorstadt 52 (Karte)                                                                        |           | eingeschossig, 1796 Geschützt nach § 28 DSchG |    |
| Weitere Bilder | Fruchtkasten, zugehöriges Magazingebäude, jetzt Wohnhaus              | Karlsvorstadt 54 (Karte)                                                                        |           | eingeschossig, 1796 Geschützt nach § 28 DSchG |    |
| Weitere Bilder | Gasthof „Zur Rose“                                                    | Karlsvorstadt 47 (Karte)                                                                        |           | zweigeschossiger Massivbau mit Halbwalmdach, Treppeneingang und Durchfahrt, 1866 nach Brand des Vorgängerbaus, mit Einfriedung Geschützt nach § 2 DSchG                                                                                                   |    |
| Weitere Bilder | Brauereigebäude                                                       | Karlsvorstadt 49 (Karte)                                                                        |           | viergeschossiger Massivbau mit Krüppelwalmdach, 1866 Geschützt nach § 2 DSchG |    |
| Weitere Bilder | Wohnhaus                                                              | Karlsvorstadt 56 (Karte)                                                                        |           | zweigeschossiger Massivbau mit Mansarddach und Dachhaus, 1796, mit Fachwerkscheuer, Nebengebäude, Hofraum und Einfriedung Geschützt nach § 28 DSchG |    |
| Weitere Bilder | Straßenraum mit Torpfeilern, Allee und Weg                            | Flstnr. 14, 133, 133/1, 133/2, 410/15, 410/16, 410/17, 410/18, 410/19, 477/1, 477/2, 500, 500/1 |           | Geschützt nach § 12 DSchG |    |

#### Sachgesamtheit Schloss
| Bild           | Bezeichnung                            | Lage                    | Datierung | Beschreibung                                                                                                 | ID |
| -------------- | -------------------------------------- | ----------------------- | --------- | --- | -- |
| Weitere Bilder | Schloss                                | Marktplatz 15 (Karte)   |           | dreigeschossiger Renaissancebau, 1612–16, 1681–83 erweitert; mit jüngeren Anbauten Geschützt nach § 28 DSchG |    |
| Weitere Bilder | Sogenannter Prinzenbau                 | Marktplatz 14 (Karte)   |           | Dreigeschossiger Putzbau, 1813–17 Geschützt nach § 2 DSchG                                                   |    |
| Weitere Bilder | Schlosshof                             | Flstnr. 77/14 (Karte)   |           | Geschützt nach § 2 DSchG                                                                                     |    |
| Weitere Bilder | Hofgarten                              | Flstnr. 129 (Karte)     |           | 1717/1743, 1806 umgestaltet mit Toren Geschützt nach § 2 DSchG                                               |    |
| Weitere Bilder | Denkmal                                | Flstnr. 129 (Karte)     |           | 1923 Geschützt nach § 2 DSchG                                                                                |    |
| Weitere Bilder | Wohnhaus                               | Uhlandstraße 23 (Karte) |           | zweigeschossiger Mansarddachbau, um 1950/55 Geschützt nach § 2 DSchG                                         |    |
| Weitere Bilder | Lusthaus                               | Uhlandstraße 25 (Karte) |           | dreigeschossiger Mansarddachbau, 1743, um 1770 Theatereinbau Geschützt nach § 28 DSchG                       |    |
| Weitere Bilder | Gewächshaus                            | Uhlandstraße 27 (Karte) |           | Mansarddachbau, 1743 Geschützt nach § 28 DSchG                                                               |    |
|                | Hofgartenbrücke                        | Flstnr. 128 (Karte)     |           | 1781/1967 Geschützt nach § 2 DSchG                                                                           | BW |
|                | Gewächshaus, so genanntes Camelienhaus | Flstnr. 128 (Karte)     |           | 1893/94 zwei weitere Gewächshäuser, 1893/94 Geschützt nach § 2 DSchG                                         |    |
|                | Nebengebäude                           | Marktplatz (Karte)      |           | 1831 Geschützt nach § 2 DSchG                                                                                |    |
|                | Mauer                                  | Marktplatz (Karte)      |           | 18. Jh. Geschützt nach § 2 DSchG                                                                             |    |

#### Sachgesamtheit Ehemaliges Stift
| Bild           | Bezeichnung                                                           | Lage                  | Datierung | Beschreibung | ID |
| -------------- | --------------------------------------------------------------------- | --------------------- | --------- | --- | -- |
| Weitere Bilder | Stiftskirche St. Peter und Paul, ev. Stadtpfarrkirche                 | Marktplatz 20 (Karte) |           | spätgotische Staffelhallenkirche mit Krypta, Westturm und Chorseitenturm, 1454–1501 mit Teilen von Vorgängerbauten; jüngere Umbauten und Renovierungen; umfangreiche Ausstattung Geschützt nach § 28 DSchG |    |
| Weitere Bilder | Ölberg der ev. Stadtpfarrkirche                                       | Marktplatz 20 (Karte) |           | spätgotisch Geschützt nach § 28 DSchG |    |
| Weitere Bilder | Stiftsgebäude, um 1505, bis 1556 Chorherrenstift, 1612–1956 Gymnasium | Marktplatz 23 (Karte) |           | zweigeschossiger spätgotischer Steinbau Stiftskeller Geschützt nach § 28 DSchG |    |
| Weitere Bilder | Kreuzgang                                                             | Marktplatz 23 (Karte) |           | Dreiflügelig, zahlreiche Epitaphe Geschützt nach § 28 DSchG |    |
| Weitere Bilder | Kapitelsaal                                                           | Marktplatz 23 (Karte) |           | Geschützt nach § 28 DSchG |    |
| Weitere Bilder | Stiftshof mit Torbogen                                                | Marktplatz 23 (Karte) |           | Geschützt nach § 28 DSchG |    |
| Weitere Bilder | Wand mit Konsolstein vom Stiftsfruchtkasten                           | Marktplatz 25 (Karte) |           | 1590/95 Geschützt nach § 2 DSchG |    |

#### Einzeldenkmale in der Altstadt
| Bild           | Bezeichnung                                                                           | Lage                                                  | Datierung | Beschreibung | ID |
| -------------- | ------------------------------------------------------------------------------------- | ----------------------------------------------------- | --------- | --- | -- |
|                | Reliefstein                                                                           | Altstadt 5 (Karte)                                    |           | mit hebräischer Inschrift, wohl 18. Jh. Geschützt nach § 2 DSchG | BW |
| Weitere Bilder | Ackerbürgergehöft                                                                     | Altstadt 5, 7 (Karte)                                 |           | wohl 18. Jh., mit Wohnhaus (Nr. 5), dreigeschossiges verputztes Massiv- und Fachwerkgebäude; verputzte Fachwerkscheuer (Nr. 7), jetzt Wohnhaus Geschützt nach §§ 2 / Prüffall DSchG |    |
|                | Türgewände                                                                            | Altstadt 11 (Karte)                                   |           | bezeichnet 1802 mit Hochwassermarken Geschützt nach § 2 DSchG | BW |
| Weitere Bilder | Doppelwohnhaus                                                                        | Altstadt 13, 15 (Karte)                               |           | Eingeschossiges Massiv- und Fachwerkgebäude, verputzt, im Kern um 1600 Geschützt nach §§ Prüffall DSchG |    |
| Weitere Bilder | Wohnhaus                                                                              | Altstadt 16 (Karte)                                   |           | zweigeschossiger Putzbau mit Mansardgiebeldach, Portalschlussstein bezeichnet 1773 Geschützt nach § 28 DSchG |    |
| Weitere Bilder | Doppelwohnhaus                                                                        | Altstadt 17, 17/1 (Karte)                             |           | zweigeschossiges Massiv- und Fachwerkhaus, teilweise verputzt, im Kern um 1600 Geschützt nach §§ Prüffall DSchG |    |
| Weitere Bilder | Doppelwohnhaus                                                                        | Altstadt 26 (Karte)                                   |           | längsgeteilt, dreigeschossiges Massiv- und Fachwerkgebäude, im Kern 16. Jh. Geschützt nach § 2 DSchG |    |
|                | Wohnhaus/Gasthaus                                                                     | Altstadt 35 (Karte)                                   |           | zweigeschossiges Massiv- und Fachwerkgebäude, teilweise verputzt, um 1700 Geschützt nach §§ Prüffall DSchG | BW |
| Weitere Bilder | Wohnhaus                                                                              | Altstadt 39 (Karte)                                   |           | dreigeschossiges Massiv- und Fachwerkgebäude mit Mansardgiebeldach, teilweise verschiefert bzw. verputzt, 18. Jh. und jünger Geschützt nach § 2 DSchG |    |
|                | Wohnhaus                                                                              | Altstadt 41 (Karte)                                   |           | zweigeschossiges Massiv- und Fachwerkgebäude, verputzt, wohl 18. Jh. Geschützt nach §§ Prüffall DSchG | BW |
| Weitere Bilder | Wohnhaus                                                                              | Altstadt 55 (Karte)                                   |           | dreigeschossiges Massiv- und Fachwerkgebäude, verputzt, im Kern 16. Jh. Geschützt nach §§ Prüffall DSchG |    |
| Weitere Bilder | Wohnhaus/Weinstube                                                                    | Altstadt 57 (Karte)                                   |           | zweigeschossiges Massiv- und Fachwerkgebäude, verschiefert bzw. verputzt, Inschrifttafel bezeichnet 1846 Geschützt nach § 2 DSchG |    |
| Weitere Bilder | Seelhaus                                                                              | An der Walk 3 (Karte)                                 |           | dreigeschossiges Massiv- und Fachwerkgebäude mit einseitigem Krüppelwalm, verputzt, am Hausportal mit Stadtwappen und Inschrift bezeichnet (1)553 Geschützt nach § 2 DSchG |    |
| Weitere Bilder | Herrschaftliche Küferei/Scheuer, jetzt Wohnhaus                                       | An der Walk 7 (Karte)                                 |           | zweigeschossiger Mansarddachbau, verputzt, um 1830 Geschützt nach § 2 DSchG |    |
| Weitere Bilder | Herrschaftliches Reit- und Kutschenhaus, jetzt teilweise Wohnhaus                     | An der Walk 11, 11/1, 13 (Karte)                      |           | abgewalmter Fachwerkbau, teilweise verputzt, 1749 mit jüngeren Veränderungen Geschützt nach § 2 DSchG |    |
| Weitere Bilder | Gelbes Schlössle                                                                      | Bismarckstraße 13 (Karte)                             |           | dreigeschossiger Zierfachwerkbau mit Treppenturm, teilweise verputzt. Untergeschoss massiv, Seitenportal bezeichnet 1580; Anbau mit Mansarddach, 2. Hälfte 18. Jh. Geschützt nach § 28 DSchG                                                                                               |    |
| Weitere Bilder | Bandhaus                                                                              | Bismarckstraße 17 (Karte)                             |           | jetzt zweigeschossiges Wohn- und Geschäftshaus (teilweise Neubau), mächtiger Gewölbekeller, Rundbogen bezeichnet 1606 Geschützt nach § 2 DSchG |    |
| Weitere Bilder | Wohnhaus, wohl Ehemals Gerberhaus                                                     | Hirschgasse 8 (Karte)                                 |           | zweigeschossiges Massiv- und Fachwerkgebäude, verputzt, an der Rückseite Balkone unter Krüppelwalmdach, wohl 16. Jh. Geschützt nach § 28 DSchG |    |
| Weitere Bilder | Gasthaus „Zum Hirsch“                                                                 | Hirschgasse 9 (Karte)                                 |           | dreigeschossiges Massiv- und Fachwerkgebäude, verputzt, Treppenportal bezeichnet 1594 Geschützt nach § 28 DSchG |    |
| Weitere Bilder | Wohnhaus, wohl Ehemals Gerberhaus                                                     | Hirschgasse 14 (Karte)                                |           | zweigeschossiges Massiv- und Fachwerkgebäude mit Ladeneinbau, verputzt, an der Rückseite überdachte Balkone, im Kern um 1600 Geschützt nach §§ Prüffall DSchG | BW |
| Weitere Bilder | Wohnhaus                                                                              | Hirschgasse 16 (Karte)                                |           | dreigeschossiges Massiv- und Fachwerkgebäude mit Anbauten, überwiegend verputzt, um 1600 Geschützt nach § 2 DSchG |    |
| Weitere Bilder | Wohnhaus                                                                              | Hirschgasse 22 (Karte)                                |           | dreigeschossiges Massiv- und Fachwerkgebäude mit Ladeneinbau, größtenteils verputzt, um 1600 Geschützt nach § 2 DSchG |    |
| Weitere Bilder | Wohnhaus                                                                              | Hirschgasse 23 (Karte)                                |           | zweigeschossiges Massiv- und Fachwerkgebäude mit Ladeneinbau, verputzt, 16./17. Jh. Geschützt nach § 2 DSchG |    |
| Weitere Bilder | Jägerhaus bzw. Kanzlei                                                                | Hirschgasse 34 (Karte)                                |           | dreigeschossiger Zierfachwerkbau mit Erker, teilweise verputzt, Untergeschoss massiv, Kellerportal bezeichnet 1578 Geschützt nach § 28 DSchG |    |
| Weitere Bilder | Wohnhaus                                                                              | Kirchbrunnengasse 4 (Karte)                           |           | dreigeschossiges Fachwerkgebäude, verputzt, um 1560, barockes Türgewände Geschützt nach § 2 DSchG |    |
| Weitere Bilder | Stiftsherrenhaus                                                                      | Kirchbrunnengasse 13 (Karte)                          |           | zweigeschossiges Massiv- und Fachwerkgebäude mit Krüppelwalmdach, teilweise verputzt, Treppenportal mit Steinrelief bezeichnet 1555; jüngerer Anbau Geschützt nach § 28 DSchG |    |
| Weitere Bilder | Alte Stiftsprädikatur                                                                 | Kirchbrunnengasse 19 (Karte)                          |           | dreigeschossiges Massiv- und Fachwerkgebäude mit Krüppelwalmdach, 1506 Geschützt nach § 12 DSchG |    |
| Weitere Bilder | Wohnhaus                                                                              | Kirchbrunnengasse 23 (Karte)                          |           | zweigeschossiges Massiv- und Fachwerkgebäude, verputzt, vor 1550 Geschützt nach § 2 DSchG |    |
| Weitere Bilder | Portal                                                                                | Kirchbrunnengasse 25 (Karte)                          |           | Mitte 18. Jh. Geschützt nach § 2 DSchG |    |
|                | Wohnhaus                                                                              | Kirchgasse 6 (Karte)                                  |           | dreigeschossiges Massiv- und Fachwerkgebäude, größtenteils verputzt, wohl 16. Jh. Geschützt nach § 2 DSchG | BW |
| Weitere Bilder | Stiftsprädikatur                                                                      | Kirchgasse 8 (Flstnr. 39/19) (Karte)                  |           | dreigeschossiges Massiv- und Fachwerkgebäude mit Zwerchhaus und Walmdach, verputzt, 1706; mit Garten (Sachgesamtheit) Geschützt nach § 2 DSchG |    |
|                | Scheuer, jetzt Café                                                                   | Ledergasse 27 (Karte)                                 |           | Fachwerkgebäude in Dreiecksform mit Massivsockel unter Einbeziehung der Stadtmauer, teilweise verkleidet, um 1700 Geschützt nach § 2 DSchG |    |
|                | Rohrbrunnen                                                                           | Ledergasse bei Nr. 32 (Flstnr. 61, 62, 63)            |           | von Joh. Caspar Müller, Brunnenstock bezeichnet 1733 (ohne Standbild), Brunnentrog 1997 Geschützt nach § 2 DSchG |    |
| Weitere Bilder | Gartenhaus                                                                            | Ledergasse bei Nr. 43 (Flstnr. 293) (Karte)           |           | Barock, mit Garten (Sachgesamtheit; Ehemals Vorbereich der Stadtbefestigung) Geschützt nach § 2 DSchG |    |
| Weitere Bilder | Wohnhaus                                                                              | Marktplatz 1 (Karte)                                  |           | zwei dreigeschossige Massiv- und Fachwerkgebäude mit Ladeneinbauten, teilweise verputzt, 15./16. Jh. und jünger Geschützt nach § 2 DSchG |    |
| Weitere Bilder | Wohnhaus                                                                              | Marktplatz 3 (Karte)                                  |           | dreigeschossiges Massiv- und Fachwerkgebäude mit Mansardgiebeldach und Ladeneinbau (Apotheke), 18. Jh. und älter; Ehemals Kutschenremise, 1. Hälfte 19. Jh. (Sachgesamtheit) Geschützt nach § 2 DSchG                                                                                      |    |
|                | Portal                                                                                | Marktplatz 5 (Karte)                                  |           | 18. Jh. Geschützt nach § 2 DSchG | BW |
|                | Großer Gewölbekeller                                                                  | Marktplatz 7 (Karte)                                  |           | 16. Jh. Geschützt nach § 2 DSchG | BW |
| Weitere Bilder | Hofapotheke                                                                           | Marktplatz 9 (Karte)                                  |           | dreigeschossiger Zierfachwerkbau mit massivem Untergeschoss und zweitem Giebel zur Marktstraße (bezeichnet 1782, 1840 erneuert), reicher Portal- und Konsolschmuck, Türsturz (jetzt auf Dachboden) und Hauptgiebel bezeichnet 1591; Apothekeneinrichtung 19. Jh. Geschützt nach § 28 DSchG |    |
| Weitere Bilder | Wohnhaus                                                                              | Marktplatz 11 (Karte)                                 |           | dreigeschossiger Zierfachwerkbau mit massivem Untergeschoss und Ladeneinbau, 1604 Geschützt nach § 2 DSchG |    |
| Weitere Bilder | Ehemals Ratstrinkstube, seit 1678 Brotbank und Kornhaus, 1778–82 fürstliche Hofkammer | Marktplatz 21 (Karte)                                 |           | zweigeschossiger Zierfachwerkbau mit massivem Erdgeschoss und Eckerker, 1554 und jünger Geschützt nach § 28 DSchG |    |
| Weitere Bilder | Marktbrunnen                                                                          | Marktplatz bei Nr. 21 (Flstnr. 41) (Karte)            |           | Renaissance-Brunnenstock mit Grafenstandbild, 1554; achteckiger Brunnentrog 1745/1772 erneuert, 1972/73 renoviert Geschützt nach § 28 DSchG |    |
| Weitere Bilder | Wohnhaus, Ehemals Kürschnerei                                                         | Marktstraße 2 (Karte)                                 |           | dreigeschossiges Massiv- und Fachwerkgebäude mit Laden (19. Jh.) und Krüppelwalmdach, größtenteils verputzt bzw. verkleidet, um 1500 Geschützt nach § 2 DSchG |    |
|                | Wohnhaus                                                                              | Marktstraße 3 (Karte)                                 |           | dreigeschossiges Massiv- und Fachwerkgebäude mit Ladeneinbau, verputzt bzw. verkleidet, um 1700 Geschützt nach §§ Prüffall DSchG | BW |
|                | Wohnhaus                                                                              | Marktstraße 6 (Karte)                                 |           | dreigeschossiges Massiv- und Fachwerkgebäude, mit Ladeneinbau, größtenteils verputzt, Zierfachwerkgiebel, um 1600 Geschützt nach § 2 DSchG | BW |
| Weitere Bilder | Wohnhaus                                                                              | Marktstraße 14 (Karte)                                |           | dreigeschossiges Massiv- und Fachwerkgebäude mit Ladeneinbau, teilweise verputzt, 16. Jh. Geschützt nach § 2 DSchG |    |
| Weitere Bilder | Wohnhaus                                                                              | Marktstraße 16 (Karte)                                |           | dreigeschossiges Massiv- und Fachwerkgebäude mit Ladeneinbau und Krüppelwalm, 1801 Geschützt nach § 2 DSchG |    |
| Weitere Bilder | Wohnhaus                                                                              | Marktstraße 18 (Karte)                                |           | dreigeschossiges Massiv- und Fachwerkgebäude mit Ladeneinbau, teilweise verputzt, an der Rückseite mit Krüppelwalm, Zierfachwerkgiebel am Eckpfosten bezeichnet 1602 Geschützt nach § 28 DSchG                                                                                             |    |
| Weitere Bilder | Wohnhaus                                                                              | Marktstraße 19 (Karte)                                |           | zweigeschossiges Massiv- und Fachwerkgebäude mit Ladeneinbau, verputzt, 18. Jh.; mit Nebengebäude (Sachgesamtheit) Geschützt nach §§ Prüffall DSchG |    |
| Weitere Bilder | Wohnhaus                                                                              | Marktstraße 21 (Karte)                                |           | viergeschossiges Massiv- und Fachwerkgebäude mit Ladeneinbau (19. Jh.) und Krüppelwalm an der Rückseite, verputzt, 15. Jh. Geschützt nach § 2 DSchG |    |
| Weitere Bilder | Gasthaus „Zur Krone“                                                                  | Marktstraße 24 (Karte)                                |           | dreigeschossiges Massiv- und Fachwerkgebäude, teilweise verputzt, um 1600; Saalanbau, 1825; schmiedeeisernes Wirtshausschild, 18. Jh. Geschützt nach § 2 DSchG |    |
|                | Brunnenstube                                                                          | Martersgässle bei Nr. 5 (Flstnr. 38/30, 39)           |           | mittelalterlich Geschützt nach §§ Prüffall DSchG |    |
| Weitere Bilder | Wohnhaus                                                                              | Martersgässle 7 (Karte)                               |           | dreigeschossiges Massiv- und Fachwerkgebäude, verputzt, 17./18. Jh. Geschützt nach § 2 DSchG |    |
| Weitere Bilder | Wohnhaus                                                                              | Martersgässle 9 (Karte)                               |           | dreigeschossiges Massiv- und Fachwerkgebäude, verputzt, Rundbogenportal bezeichnet 159(6) Geschützt nach § 2 DSchG |    |
| Weitere Bilder | Scheuer                                                                               | Martersgässle 12 (Karte)                              |           | Fachwerkgebäude, teilweise verputzt, um 1800; mit großem älterem Gewölbekeller Geschützt nach § 2 DSchG |    |
|                | Wohnhaus                                                                              | Martersgässle 18 (Karte)                              |           | dreigeschossiges Massiv- und Fachwerkgebäude mit Ladeneinbau (19. Jh.), teilweise verputzt, 18. Jh. Geschützt nach § 2 DSchG | BW |
| Weitere Bilder | Wohnhaus                                                                              | Poststraße 1 (Karte)                                  |           | dreigeschossiges Massiv- und Fachwerkgebäude mit Ladeneinbau, verputzt, um 1630 Geschützt nach § 2 DSchG |    |
| Weitere Bilder | Wohnhaus                                                                              | Poststraße 13 (Karte)                                 |           | zweigeschossiges Fachwerkgebäude, größtenteils verputzt, wohl 17. Jh. Geschützt nach §§ Prüffall DSchG |    |
| Weitere Bilder | Gefängnis/Büttelei, jetzt Wohnhaus                                                    | Poststraße 17 (Karte)                                 |           | zweigeschossiges Massiv- und Fachwerkgebäude, verputzt, Anfang 19. Jh. und älter Geschützt nach § 2 DSchG |    |
| Weitere Bilder | Wohnhaus                                                                              | Poststraße 21 (Karte)                                 |           | dreigeschossiges Massiv- und Fachwerkgebäude mit Ladeneinbau und zweigeschossigem Anbau an der Rückseite, verputzt, um 1600 und jünger Geschützt nach §§ Prüffall DSchG |    |
| Weitere Bilder | Wohnhaus                                                                              | Poststraße 24 (Karte)                                 |           | dreigeschossiges Massiv- und Fachwerkgebäude mit Ladeneinbau, verputzt, um 1600 Geschützt nach § 2 DSchG |    |
| Weitere Bilder | Gasthaus „Zum Ochsen“, später „Zum Goldenen Löwen“, jetzt Wohnhaus/Gasthaus           | Poststraße 25 (Karte)                                 |           | zwei- und dreigeschossiges Massiv- und Fachwerkgebäude mit seitlichem Erkeranbau, verputzt bzw. verkleidet, um 1500; an der Rückseite Anbau mit Saal, 18./1. Hälfte 19. Jh. Geschützt nach § 2 DSchG                                                                                       |    |
| Weitere Bilder | Gewölbekeller mit Nische                                                              | Poststraße 28 (Karte)                                 |           | wohl 16. Jh. Geschützt nach §§ Prüffall DSchG |    |
|                | Wohnhaus                                                                              | Poststraße 31 (Karte)                                 |           | dreigeschossiges Massiv- und Fachwerkgebäude mit Ladeneinbau, verputzt, am Kellertorbogen bezeichnet 1511 Geschützt nach § 2 DSchG | BW |
| Weitere Bilder | Wohnhaus                                                                              | Poststraße 32 (Karte)                                 |           | dreigeschossiges Massiv- und Fachwerkgebäude mit Ladeneinbau, teilweise verputzt, Zierfachwerk, Ende 16. Jh. Geschützt nach § 2 DSchG |    |
| Weitere Bilder | Wohnhaus                                                                              | Poststraße 33 (Karte)                                 |           | zweigeschossiges Massiv- und Fachwerkgebäude mit Ladeneinbau und kleinem Krüppelwalm zum Probsthof, verputzt, 17. Jh. Geschützt nach § 2 DSchG |    |
|                | Wohnhaus                                                                              | Poststraße 40 (Karte)                                 |           | dreigeschossiges Massiv- und Fachwerkgebäude mit Ladeneinbau, verputzt, 1. Hälfte 16. Jh Geschützt nach § 2 DSchG | BW |
| Weitere Bilder | Wohnhaus                                                                              | Poststraße 46 (Karte)                                 |           | dreigeschossiges Massiv- und Fachwerkgebäude mit Ladeneinbau, verputzt bzw. verkleidet, im Kern um 1600 Geschützt nach §§ Prüffall DSchG |    |
| Weitere Bilder | Ev. Stadtpfarrhaus, jetzt Wohnhaus                                                    | Poststraße 47 (Karte)                                 |           | dreigeschossiges Massiv- und Fachwerkgebäude mit Ladeneinbau, verputzt bzw. verkleidet, 1725 Geschützt nach § 2 DSchG |    |
| Weitere Bilder | Wohnhaus                                                                              | Poststraße 49 (Karte)                                 |           | dreigeschossiges Massiv- und Fachwerkgebäude mit Ladeneinbau, verputzt, Inschriftstein bezeichnet 1765 Geschützt nach § 2 DSchG |    |
|                | Deutsche Schule, jetzt Wohnhaus                                                       | Poststraße 50 (Karte)                                 |           | dreigeschossiges Massiv- und Fachwerkgebäude mit Ladeneinbau und Krüppelwalmdach, verputzt, 1802 Geschützt nach § 2 DSchG | BW |
| Weitere Bilder | Wohnhaus, im 18. Jh. Post                                                             | Poststraße 57 (Karte)                                 |           | dreigeschossiges Massiv- und Fachwerkgebäude mit Ladeneinbau und rückwärtigem Anbau, teilweise verputzt, Zierfachwerkgiebel mit Relieftafel (Post), um 1600 Geschützt nach § 28 DSchG |    |
| Weitere Bilder | Postgasthaus „Zum Römischen Kaiser“, jetzt Wohn- und Geschäftshaus                    | Poststraße 59 (Karte)                                 |           | dreigeschossiges Massiv- und Fachwerkgebäude mit Mansardgiebeldach und Standbild auf Konsole, 1800. Geschützt nach § 2 DSchG |    |
| Weitere Bilder | Stiftshaus, später Diakonatshaus/Stadtpfarrhaus, jetzt Kirchenpflege                  | Poststraße 66 (Karte)                                 |           | dreigeschossiger Putzbau mit Mansardgiebeldach, reliefierte Supraporte mit Wappen bezeichnet 1735 Geschützt nach § 28 DSchG |    |
| Weitere Bilder | Ev. Pfarrhaus                                                                         | Poststraße 68 (Karte)                                 |           | zweigeschossiger klassizistischer Putzbau, 1843; mit Einfriedung und kleinem Garten an der Rückseite Geschützt nach § 2 DSchG |    |
| Weitere Bilder | Wohnhaus/Weinstube (jetzt Laden)                                                      | Poststraße 69 (Karte)                                 |           | dreigeschossiges Massiv- und Fachwerkgebäude, verputzt, 2. Hälfte 17. Jh.; mit jüngerem Anbau an der Rückseite Geschützt nach § 2 DSchG |    |
| Weitere Bilder | Stiftsgebäude (Präzeptorenwohnhaus), jetzt Wohnhaus                                   | Poststraße 70 (Karte)                                 |           | dreigeschossiges Massiv- und Fachwerkgebäude, verputzt, 1. Hälfte 16. Jh. Geschützt nach § 2 DSchG |    |
| Weitere Bilder | Wohnhaus, später Gasthaus „Zum Hohenlohischen Haus“                                   | Poststraße 71 (Karte)                                 |           | dreigeschossiger Putzbau mit Ladeneinbau und Mansarddach, 1739 (neu bezeichnet); jüngerer Saalanbau an der Rückseite Geschützt nach § 28 DSchG |    |
| Weitere Bilder | Doppelwohnhaus                                                                        | Poststraße 76 (Karte)                                 |           | dreigeschossiges Massiv- und Fachwerkgebäude mit Ladeneinbau und rückseitigem Krüppelwalm, verputzt, wohl spätes 16. Jh. und jünger; Vorderteil im 19. Jh. aufgestockt Geschützt nach §§ Prüffall DSchG                                                                                    |    |
| Weitere Bilder | Doppelwohnhaus                                                                        | Poststraße 83 (Karte)                                 |           | dreigeschossiges Massiv- und Fachwerkgebäude mit Ladeneinbauten und Krüppelwalm zur Poststraße, verputzt, vor 1500; mit Gewölbekeller unter Anbau Geschützt nach § 2 DSchG |    |
| Weitere Bilder | Wohnhaus                                                                              | Poststraße 86 (Karte)                                 |           | zwei- bis dreigeschossiges Massiv- und Fachwerkgebäude mit Ladeneinbau und Mansardgiebeldach zur Poststraße, verputzt, 18. Jh. Geschützt nach §§ Prüffall DSchG |    |
| Weitere Bilder | Wohnhaus                                                                              | Probsthof 9 (Karte)                                   |           | dreigeschossiges Massiv- und Fachwerkgebäude, verputzt, 17. Jh. Geschützt nach § 2 DSchG |    |
| Weitere Bilder | Wohnhaus                                                                              | Probsthof 17 (Karte)                                  |           | dreigeschossiges Massiv- und Fachwerkgebäude, verputzt, am wohl älteren Haustürbogen bezeichnet 1708 Geschützt nach § 2 DSchG |    |
| Weitere Bilder | Wohnhaus                                                                              | Rathausstraße 9 (Karte)                               |           | dreigeschossiges Massiv- und Fachwerkgebäude mit Vorbau und Treppeneingang, verputzt, am Haustürbogen Ehemals bezeichnet 1695, im Kern wohl 1590 Geschützt nach § 2 DSchG |    |
| Weitere Bilder | Wohnhaus                                                                              | Rathausstraße 12 (Karte)                              |           | dreigeschossiges Massiv- und Fachwerkgebäude mit Ladeneinbau und Krüppelwalmdach, verputzt, 15. Jh. Geschützt nach § 2 DSchG |    |
|                | Inschriftstein                                                                        | Rathausstraße 34 (Karte)                              |           | (Bäckerei) bezeichnet 1707 Geschützt nach § 2 DSchG | BW |
| Weitere Bilder | Wohnhaus mit Bäckerei                                                                 | Rathausstraße 34 (Karte)                              |           | dreigeschossiges Massiv- und Fachwerkgebäude, verputzt bzw. verkleidet, wohl 1707; mit jüngerem Anbau an der Rückseite Geschützt nach §§ Prüffall DSchG |    |
| Weitere Bilder | Wohnhaus                                                                              | Rathausstraße 38 (Karte)                              |           | zweigeschossiges Massiv- und Fachwerkgebäude mit Ladeneinbau und Krüppelwalm zur Rathausstraße, verputzt, um 1500 Geschützt nach § 2 DSchG |    |
| Weitere Bilder | Willemsbrunnen                                                                        | Rathausstraße bei Nr. 42 (Flstnr. 38/11) (Karte)      |           | barocker Brunnenstock mit Wappenlöwe bezeichnet 1736/1930; achteckiger Brunnentrog im 20. Jh. erneuert Geschützt nach § 28 DSchG |    |
| Weitere Bilder | Brückenmühle                                                                          | Rathausstraße 43 (Karte)                              |           | zweigeschossiges Massiv- und Fachwerkgebäude mit Vorbau und nach Süden Krüppelwalm, verputzt, Reliefstein bezeichnet 1766 Geschützt nach § 2 DSchG |    |
|                | Gehöft                                                                                | Rathausstraße 50, 52 (Karte)                          |           | Wohnhaus (Nr. 50), zweigeschossiges Massiv- und Fachwerkgebäude, teilweise verputzt, 18./19. Jh.; Scheuer, massiv, Inschrifttafel bezeichnet 187? (Sachgesamtheit) Geschützt nach § 2 DSchG                                                                                                | BW |
| Weitere Bilder | Wohnhaus mit Bäckerei                                                                 | Rathausstraße 54 (Karte)                              |           | zweigeschossiges Massiv- und Fachwerkgebäude, an der Rückseite mit Krüppelwalm, verputzt, am Türkeilstein bezeichnet 1727, im Kern älter Geschützt nach § 2 DSchG |    |
| Weitere Bilder | Steinbrücke                                                                           | Rathausstraße bei Nr. 54 (Flstnr. 38/11, 131) (Karte) |           | 16. Jh., 1947/1982 renoviert Geschützt nach § 2 DSchG |    |
| Weitere Bilder | Steintafel des städtischen Schafhauses                                                | Schafgasse 15 (Karte)                                 |           | bezeichnet 1736 Geschützt nach § 2 DSchG |    |
| Weitere Bilder | “Klepperstall”, jetzt Wohnhaus                                                        | Schlachthausgasse 12 (Karte)                          |           | zweigeschossiges Massiv- und Fachwerkgebäude, verputzt, am Torbogen bezeichnet 1826, im Kern 17. Jh. Geschützt nach § 2 DSchG |    |
| Weitere Bilder | Wohnhaus und Küferei (jetzt Weinstube)                                                | Schulgasse 8 (Karte)                                  |           | dreigeschossiges Massiv- und Fachwerkgebäude, verputzt, 17. Jh. Geschützt nach § 2 DSchG |    |
| Weitere Bilder | Deutsche Schule, jetzt Wohnhaus                                                       | Schulgasse 13 (Flstnr. 45, 45/2) (Karte)              |           | dreigeschossiges Massiv- und Fachwerkgebäude, 16. Jh.; mit Garten (Sachgesamtheit) Geschützt nach § 2 DSchG |    |
|                | Messerschleiferei                                                                     | Schulgasse 14 (Karte)                                 |           | eingeschossiges Massiv- und Fachwerkgebäude, verputzt, 1906; mit Ausstattung Geschützt nach §§ 2(12) DSchG |    |
| Weitere Bilder | Stiftsgebäude/Rektorat, jetzt Wohnhaus                                                | Schulgasse 15 (Flstnr. 45/1) (Karte)                  |           | zweigeschossiger Putzbau mit Mansardgiebeldach, 1756; mit Waschküchenanbau, gusseisernem Schwengelbrunnen und Garten (Sachgesamtheit) Geschützt nach § 2 DSchG |    |
| Weitere Bilder | Rathaus, jetzt Stadtbücherei                                                          | Untere Torstraße 1 (Karte)                            |           | dreigeschossiges Massiv- und Fachwerkgebäude in Ecklage mit Krüppelwalm zur Rathausstraße und Dachreiter, größtenteils verputzt, 1504 Geschützt nach § 28 DSchG |    |
| Weitere Bilder | Rathausbrunnen                                                                        | Untere Torstraße bei Nr. 4 (Flstnr. 291) (Karte)      |           | Brunnensäule mit Justitia, 1578 / wohl erneuert, achteckiger Brunnentrog bezeichnet 1791 Geschützt nach § 28 DSchG |    |
| Weitere Bilder | Wohnhaus                                                                              | Untere Torstraße 9 (Karte)                            |           | dreigeschossiges Massiv- und Fachwerkgebäude mit Giebelerker und Ladeneinbau, verputzt, um 1500 Geschützt nach § 2 DSchG |    |
| Weitere Bilder | Wohnhaus                                                                              | Untere Torstraße 12 (Karte)                           |           | dreigeschossiges Massiv- und Fachwerkgebäude mit östlichem Krüppelwalm und Ladeneinbau, verputzt, frühes 18. Jh.; Gewölbekeller am Kellerhals bezeichnet 1538 Geschützt nach § 2 DSchG |    |
| Weitere Bilder | Gasthaus, Ehemals fürstliche Hofbäckerei                                              | Untere Torstraße 15 (Karte)                           |           | dreigeschossiger barocker Putzbau mit Volutengiebel, 1685 (Sachgesamtheit mit Nr. 15/1) Geschützt nach § 2 DSchG |    |
|                | Sudhaus                                                                               | Untere Torstraße 15/1                                 |           | dreigeschossiges Massivgebäude mit technischer Ausstattung (Sachgesamtheit mit Nr. 15) Geschützt nach § 2 DSchG |    |
| Weitere Bilder | Wohnhaus/Ehemals Bäckerei mit Gaststube                                               | Untere Torstraße 19 (Karte)                           |           | dreigeschossiges Massiv- und Fachwerkgebäude in Ecklage mit Krüppelwalmdach, verputzt bzw. verschiefert, wohl 15./16. Jh. Geschützt nach § 2 DSchG |    |
|                | Wohnhaus mit Werkstatt                                                                | Untere Torstraße 22 (Karte)                           |           | zweigeschossiges Massiv- und Fachwerkgebäude mit einseitigem Krüppelwalm, verputzt bzw. verschiefert, am Treppenportal bezeichnet 1785 Geschützt nach § 2 DSchG |    |
| Weitere Bilder | Synagoge (1888–1938), zuvor Gasthaus „Zur Sonne“, jetzt Jugendhaus/Wohnhaus           | Untere Torstraße 23, 25 (Karte)                       |           | zwei- bis dreigeschossiges Massiv- und Fachwerkgebäude mit Saalanbau (Nr. 23) und Ladeneinbau (Nr. 25) größtenteils verputzt, um 1800 und jünger Geschützt nach § 2 DSchG |    |
| Weitere Bilder | Wohnhaus                                                                              | Wintergasse 11 (Karte)                                |           | zwei- bis dreigeschossiges Massiv- und Fachwerkgebäude mit einseitigem Krüppelwalm, verputzt, wohl 15./16. Jh. Geschützt nach § 2 DSchG |    |
|                | Wohnhaus                                                                              | Wintergasse 18 (Karte)                                |           | dreigeschossiges Massiv- und Fachwerkgebäude mit Kellerhalsvorbau an der Rückseite, größtenteils verputzt, um 1550/80 Geschützt nach § 2 DSchG | BW |
| Weitere Bilder | Zwei Wohnhäuser (früher Nr. 20 und 22)                                                | Wintergasse 20 (Karte)                                |           | dreigeschossige Massiv- und Fachwerkgebäude, größtenteils verputzt, Nr. 22 alt mit Ladeneinbau und Krüppelwalm zur Hirschgasse, um 1500, Nr. 20 alt überwiegend wohl um 1800 Geschützt nach § 2 DSchG                                                                                      |    |

#### Einzeldenkmale außerhalb der Altstadt
| Bild           | Bezeichnung                                                 | Lage                                              | Datierung | Beschreibung | ID |
| -------------- | ----------------------------------------------------------- | ------------------------------------------------- | --------- | --- | -- |
|                | Villa, jetzt Kindergarten                                   | Am Römerbad 9 (Karte)                             |           | zweigeschossiger Putzbau mit Walmdach, 1913; mit Garten und barocker Steinfigur Geschützt nach § 2 DSchG | BW |
| Weitere Bilder | Empfangsgebäude                                             | Bahnhof 1 (Karte)                                 |           | zweigeschossiger Massivbau mit Mezzaningeschoss und Walmdach, 1862 Geschützt nach § 2 DSchG |    |
| Weitere Bilder | Bankgebäude, dann Landratsamt, jetzt Bürohaus               | Bahnhofstraße 14 (Karte)                          |           | dreigeschossiger Putzbau mit Walmdach, 1914 Geschützt nach § 2 DSchG |    |
| Weitere Bilder | Wohn- und Geschäftshaus, ehemals Gastwirtschaft             | Bahnhofstraße 18 (Karte)                          |           | zweigeschossiges Backsteingebäude mit Querbau, am Giebel Tondi mit Büsten u. a. von Kaiser Wilhelm I. und seinem Sohn Friedrich, um 1875/80 Geschützt nach § 2 DSchG |    |
| Weitere Bilder | Wohnhaus, jetzt Bankgebäude                                 | Bahnhofstraße 21 (Karte)                          |           | zweigeschossiges Werk- und Backsteingebäude in Ecklage mit neugotischen Stilelementen und Stuttgarter Dach, 1900 Geschützt nach § 2 DSchG |    |
| Weitere Bilder | Wohn- und Geschäftshaus                                     | Bahnhofstraße 24 (Karte)                          |           | dreigeschossiges Werk- und Backsteingebäude in Ecklage mit Stilelementen der Renaissance und Walmdach, Hausportal bez. 1896 Geschützt nach § 2 DSchG |    |
|                | Villa                                                       | Büttelbronner Straße 8 (Karte)                    |           | zweigeschossiges Werk- und Backsteingebäude mit Treppengiebel-Mittelrisalit bez. 1888; mit Garten und Einfriedung (Sachgesamtheit) Geschützt nach § 2 DSchG | BW |
|                | Wirtsmühle                                                  | Büttelbronner Straße 15, 17, 21 (Karte)           |           | Wohn- und Gastgebäude (Nr. 15), zweigeschossiger Putzbau mit überhöhten Ecken, Walmdach und Treppeneingang, bez. 1716, mit Anbauten Mühlengebäude (Nr. 17), zweigeschossiges Massiv- und Fachwerkgebäude, verputzt, mit Zwerchhaus und Walmdach, wohl 18. Jh. ehem. Stallscheuer und Ölmühle (Nr. 21), verputzt, 1805/1935 Garten, Hofraum und Einfriedung (Sachgesamtheit) Geschützt nach § 2 DSchG | BW |
|                | Pumpstation der Wasserversorgung                            | Eckartsweiler Weg 19 (Karte)                      |           | Backsteingebäude mit Flachdach, Türkeilstein bez. 1901 Geschützt nach § 2 DSchG | BW |
|                | Wasserhochbehälter                                          | Friedrichsruher Straße 76 (Flstnr. 773/1)         |           | Backsteingebäude bez. 1901 Geschützt nach § 2 DSchG |    |
|                | Bildstock, so genannter Rendelstein                         | Haller Straße 26                                  |           | bez. 1519/1714 Geschützt nach § 2 DSchG |    |
|                | Ohrntal-Viadukt der Bahnstrecke Heilbronn – Schwäbisch Hall | Heilbronner Straße (Flstnr. Bgl 464, Bgl 465)     |           | steinerne Bogenbrücke, 1862, nach 1945 teilweise erneuert Geschützt nach § 2 DSchG |    |
|                | Ehem. Beamtenwohnhaus                                       | Hohenlohestraße 30 (Karte)                        |           | zweigeschossiger Winkelbau, verputzt, mit Balkonerker, Dachhaus und Walmdach, 1924; mit Garten und Einfriedung (Sachgesamtheit) Geschützt nach § 2 DSchG | BW |
|                | Ev. Dekanat                                                 | Hunnenstraße 10 (Flstnr. 543) (Karte)             |           | zweigeschossiger Putzbau mit abgewalmtem Dach, 1910; mit Garten und Einfriedung (Sachgesamtheit) Geschützt nach § 2 DSchG | BW |
| Weitere Bilder | Turnhalle                                                   | Hunnenstraße 24 (Karte)                           |           | Fachwerkgebäude mit Ecktürmen, 1889 Geschützt nach § 2 DSchG |    |
|                | Jüdischer Friedhof                                          | Im Schönblick 6 (Flstnr. 1681, 1684) (Karte)      |           | mit Leichenhalle und Einfriedung, 1911–39 (Sachgesamtheit) Geschützt nach § 2 DSchG | BW |
| Weitere Bilder | Laubhütte                                                   | Karlsvorstadt 27 (Karte)                          |           | spätes 19. Jh. Geschützt nach § 2 DSchG |    |
|                | Siechenhaus                                                 | Katharinengraben 8 (Karte)                        |           | zweigeschossiges Massiv- und Fachwerkhaus, verputzt, mit Glockentürmchen, 1588 und 1612/13 Geschützt nach § 2 DSchG | BW |
|                | Wehr der ehem. Pfaffenmühle                                 | Pfaffenmühlweg bei Nr. 96 (Flstnr. 4/bei Nr. 582) |           | 19. Jh. und älter Geschützt nach § 2 DSchG |    |
|                | Friedhof                                                    | Pfedelbacher Straße 50 (Flstnr. 260) (Karte)      |           | 1506 ff: St. Anna-Kapelle (Nr. 50; § 28), 1520 und 1582 mit Dachreiter, zahlreiche Epitaphe des 16. – 19. Jh.; Grabmäler des 19. und 20. Jh.; Gefallenendenkmal als Ehrenhain von 1952; Einfriedung (siehe auch unter Kuhallmand 16) (Sachgesamtheit) Geschützt nach § 28 DSchG | BW |
|                | Schillerschule                                              | Schillerstraße 1 (Flstnr. 410/3) (Karte)          |           | dreigeschossiger Werksteinbau mit Mittelrisalit und Walmdach, 1878/80, mit Schillerdenkmal (Sachgesamtheit) Geschützt nach § 2 DSchG | BW |
|                | Handwerkerhaus                                              | Schillerstraße 26 (Karte)                         |           | zweigeschossiges Massiv- und Fachwerkgebäude mit Stilformen der Renaissance, teilweise verputzt bzw. verkleidet, 1889 Geschützt nach § 2 DSchG | BW |
| Weitere Bilder | Bankgebäude, dann Wohnhaus                                  | Schillerstraße 33 (Karte)                         |           | zweigeschossiges Werk- und Backsteingebäude mit Turm, Balkonloggia und Walmdach, 1899; mit Einfriedung Geschützt nach § 2 DSchG |    |
|                | Wohnhaus                                                    | Schillerstraße 34 (Karte)                         |           | zweigeschossiger Putzbau, beidseitig mit Zwerchhausrisalit, 1865 Geschützt nach § 2 DSchG | BW |
| Weitere Bilder | Oberamtspflege, jetzt Wohn- und Geschäftshaus               | Schillerstraße 38 (Karte)                         |           | dreigeschossiges Werk- und Backsteingebäude mit Stilelementen der Renaissance und Stuttgarter Dach, 1896 Geschützt nach § 2 DSchG |    |
|                | Kellertorbogen                                              | Weidenmühle 1 (Karte)                             |           | bez. 1597, Tür-Keilstein mit Mühlrad bez. 1715, Hochwassermarke Geschützt nach § 2 DSchG | BW |
|                | Bahnwärterhaus                                              | Zwerchweg 1 (Karte)                               |           | um 1862 Geschützt nach § 2 DSchG | BW |
|                | Straßenbrücke (Nr. 8150)                                    | Zwerchweg bei Nr. 1 (Karte)                       |           | über die Bahn, um 1930, Fahrbahnbelag und Geländer erneuert Geschützt nach § 2 DSchG | BW |
|                | Wohnhaus                                                    | Zwinger 13 (Flstnr. 547/2) (Karte)                |           | eingeschossiges Massivgebäude aus Neuensteiner Sandstein, als Musterhaus erbaut, um 1937; mit Gartenanlage und Einfriedung (Sachgesamtheit) Geschützt nach § 2 DSchG | BW |

#### Wohnplätze auf der Gemarkung der Kernstadt Öhringen
Auf der Gemarkung der Kernstadt Öhringen liegen neben der Altstadt Öhringen noch der Weiler Möhrig, das Gehöft Sonnenburg und die Wohnplätze Meisterhaus, Pfaffenmühle und Weidenmühle:

##### Möhrig
| Bild | Bezeichnung          | Lage                               | Datierung | Beschreibung | ID |
| ---- | -------------------- | ---------------------------------- | --------- | --- | -- |
|      | Kellerhaus (Scheuer) | Hermann-Kollmar-Straße 32 (Karte)  |           | Massiv- und Fachwerkgebäude, 2. Hälfte 19. Jh. Geschützt nach § 2 DSchG | BW |
|      | Wohnhaus             | Hermann-Kollmar-Straße 36 (Karte)  |           | eingeschossiges Massiv- und Fachwerkgebäude, verputzt, Westgiebel mit Halbwalm, 16. Jh. mitjüngeren Anbauten, Nebengebäude und Laufbrunnen (Sachgesamtheit) Geschützt nach §§ Prüffall DSchG        | BW |
|      | Mühle                | Talwiesenweg 2 (Flstnr. 4) (Karte) |           | zweigeschossiges Massivgebäude mit Anbau, teilweise verputzt, Inschrifttafel bez. 1870; mit Mühleneinrichtung Nebengebäude Pumpbrunnen Mühlkanal und Wehr (Sachgesamtheit) Geschützt nach § 2 DSchG | BW |

unvollständig

### Einzeldenkmale in den Ortsteilen
unvollständig

#### Baumerlenbach
Bau-, Kunst- und Kulturdenkmale in Baumerlenbach mit dem Dorf Baumerlenbach (⊙) und den Höfen Lindich (⊙) und Zuckmantel (⊙):
| Bild | Bezeichnung         | Lage                  | Datierung | Beschreibung        | ID |
| ---- | ------------------- | --------------------- | --------- | ------------------- | -- |
|      | Evangelische Kirche | Baumerlenbach (Karte) |           | Evangelische Kirche | BW |

#### Büttelbronn
Bau-, Kunst- und Kulturdenkmale in Büttelbronn mit dem Dorf Büttelbronn (⊙), den Weilern Obermaßholderbach (⊙) und Untermaßholderbach (⊙) und den Wohnplätzen Buschfeld (⊙), Platzfeld (⊙) und Weidenhof (⊙):

| Bild | Bezeichnung   | Lage                                                           | Datierung | Beschreibung             | ID |
| ---- | ------------- | -------------------------------------------------------------- | --------- | ------------------------ | -- |
|      | Oberamtstafel | Büttelbronn, Am Häldenbach / Ecke Westernbacher Straße (Karte) | um 1877   | Geschützt nach § 2 DSchG | BW |
|      | Hofanlage     | Büttelbronn, Oberer Weiler 1, 5 (Karte)                        |           | Geschützt nach § 2 DSchG | BW |
|      | Stallscheuer  | Büttelbronn, Westernbacher Straße 22 (Karte)                   | 1857      | Geschützt nach § 2 DSchG | BW |

#### Cappel
Bau-, Kunst- und Kulturdenkmale in Cappel mit dem Dorf Cappel (⊙) und dem Weiler Hornberg (⊙):

| Bild | Bezeichnung                                      | Lage                              | Datierung | Beschreibung                 | ID |
| ---- | ------------------------------------------------ | --------------------------------- | --------- | ---------------------------- | -- |
|      | Palais und Hofgut                                | Cappel, Haller Straße 111 (Karte) | nach 1736 | Geschützt nach §§ 2,28 DSchG |    |
|      | Ehem. Brauereigasthof (Hohenloher Löwenbrauerei) | Cappel, Haller Straße 119 (Karte) | 1788      | Geschützt nach § 2 DSchG     |    |
|      | Rathaus                                          | Cappel, Haller Straße 141 (Karte) | 1746      | Geschützt nach § 2 DSchG     |    |

#### Eckartsweiler
Bau-, Kunst- und Kulturdenkmale in Eckartsweiler mit dem Dorf Eckartsweiler (⊙) und den Weilern Platzhof (⊙), Untersöllbach (⊙) und Weinsbach (⊙):
| Bild | Bezeichnung | Lage | Datierung | Beschreibung | ID |
| ---- | ----------- | ---- | --------- | ------------ | -- |
|      |             |      |           |              |    |

#### Michelbach am Wald
Bau-, Kunst- und Kulturdenkmale in Michelbach am Wald mit dem Dorf Michelbach am Wald (⊙) und dem Wohnplatz Rohrklinge (⊙):
| Bild | Bezeichnung | Lage                       | Datierung | Beschreibung | ID |
| ---- | ----------- | -------------------------- | --------- | ------------ | -- |
|      | Kirche      | Michelbach am Wald (Karte) |           | Kirche       | BW |

#### Möglingen
Bau-, Kunst- und Kulturdenkmale in Möglingen mit dem Dorf Möglingen (⊙), dem Weiler Waldhöfe (⊙) und dem Gehöft Erlenhof (⊙):
| Bild | Bezeichnung         | Lage              | Datierung | Beschreibung        | ID |
| ---- | ------------------- | ----------------- | --------- | ------------------- | -- |
|      | Evangelische Kirche | Möglingen (Karte) |           | Evangelische Kirche | BW |

#### Ohrnberg
Bau-, Kunst- und Kulturdenkmale in Ohrnberg mit dem Dorf Ohrnberg (⊙), den Höfen Buchhof (⊙), Heuholzhöfe (⊙) und Ruckhardtshausen (⊙) und den Wohnplätzen Lohhöfe (⊙) und Neuenberg (⊙):
| Bild | Bezeichnung         | Lage             | Datierung | Beschreibung        | ID |
| ---- | ------------------- | ---------------- | --------- | ------------------- | -- |
|      | Evangelische Kirche | Ohrnberg (Karte) |           | Evangelische Kirche | BW |

#### Schwöllbronn
Bau-, Kunst- und Kulturdenkmale in Schwöllbronn mit den Dörfern Schwöllbronn (⊙) und Unterohrn (⊙):

#### Verrenberg
Bau-, Kunst- und Kulturdenkmale in Verrenberg mit dem Dorf Verrenberg (⊙):
| Bild | Bezeichnung  | Lage | Datierung | Beschreibung | ID |
| ---- | ------------ | ---- | --------- | ------------ | -- |
|      | Wiesenkelter |      |           | Wiesenkelter |    |

## Abgegangene Baudenkmale
| Bild | Bezeichnung          | Lage                     | Datierung | Beschreibung | ID |
| ---- | -------------------- | ------------------------ | --------- | --- | -- |
|      | Wohnhaus mit Laden   | Altstadt 2 (Karte)       |           | Dreigeschossiges Massiv- und Fachwerkgebäude, verputzt, frühes 17. Jh. Geschützt nach § 2 DSchG                             | BW |
|      | Städtisches Backhaus | Rathausstraße 11 (Karte) |           | zweigeschossiges Massiv- und Fachwerkgebäude mit Wohnungseinbau, verputzt bzw. verkleidet, um 1500 Geschützt nach § 2 DSchG | BW |
|      | Wohnhaus             | Schulgasse 4             |           | dreigeschossiges Massiv- und Fachwerkgebäude, verputzt, 17./18. Jh. Geschützt nach § 2 DSchG                                |    |